# Liste von Seen in Bayern
Die Liste von Seen in Bayern führt Seen in Bayern mit einer Fläche von mindestens einem Hektar auf. Sie ist alphabetisch sortiert.

## Liste
Bei den Flächenangaben handelt es sich um ungefähre Werte, bei Stauseen um das Dauerstauziel.
| Name des Sees                                | Fläche in km² | Regierungsbezirk                                  | Landkreis                            | Gemeinde                                            | Koordinaten                  | Bild                                     | Bemerkung |
| -------------------------------------------- | ------------- | ------------------------------------------------- | ------------------------------------ | --------------------------------------------------- | ---------------------------- | ---------------------------------------- | --- |
| Abertshausener See                           | 0,01          | Oberbayern                                        | Weilheim-Schongau                    | Obersöchering                                       | 47° 43′ 34″ N, 11° 13′ 57″ O |                                          | |
| Abtsdorfer See                               | 0,84          | Oberbayern                                        | Berchtesgadener Land                 | Saaldorf-Surheim                                    | 47° 54′ 38″ N, 12° 54′ 28″ O | weitere Bilder                           | LSG |
| Aindlinger Baggersee                         | 0,09          | Schwaben                                          | Aichach-Friedberg                    | Todtenweis                                          | 48° 31′ 4″ N, 10° 52′ 59″ O  |                                          | Seenplatte ‚Sander Seen‘ Baggerseen |
| Alatsee                                      | 0,12          | Schwaben                                          | Ostallgäu                            | Füssen                                              | 47° 33′ 39″ N, 10° 38′ 22″ O | weitere Bilder                           | LSG |
| Alpsee                                       | 0,88          | Schwaben                                          | Ostallgäu                            | Schwangau                                           | 47° 33′ 4″ N, 10° 43′ 25″ O  | weitere Bilder                           | LSG |
| Altmühlsee                                   | 4,50          | Mittelfranken                                     | Weißenburg-Gunzenhausen              | Muhr am See, Gunzenhausen                           | 49° 7′ 59″ N, 10° 43′ 29″ O  | weitere Bilder                           | teilweise NSG, LSG, Stausee |
| Ameissee                                     | 0,04          | Oberbayern                                        | Weilheim-Schongau                    | Iffeldorf                                           | 47° 47′ 53″ N, 11° 17′ 56″ O |                                          | Toteissee, Teil der Osterseen, NSG Osterseen |
| Ammersee                                     | 46,600        | Oberbayern                                        | Landsberg am Lech                    | Gemeindefreies Gebiet                               | 48° 0′ 0″ N, 11° 7′ 0″ O     | weitere Bilder                           | LSG Ammersee-West; teilweise NSG: Seeholz und Seewiese sowie Vogelfreistätte Ammersee-Südufer                                                           |
| Ampersee                                     | 0,09          | Oberbayern                                        | Fürstenfeldbruck                     | Olching                                             | 48° 13′ 51″ N, 11° 21′ 25″ O |                                          | LSG, Baggersee |
| Auensee                                      | 0,18          | Schwaben                                          | Aichach-Friedberg                    | Kissing                                             | 48° 18′ 44″ N, 10° 57′ 6″ O  |                                          | Baggersee |
| Aufhofener Weiher                            | 0,02          | Oberbayern                                        | Bad Tölz-Wolfratshausen              | Egling                                              | 47° 56′ 21″ N, 11° 31′ 29″ O | weitere Bilder                           | künstlich angelegter Weiher |
| Autobahnsee                                  | 0,17          | Schwaben                                          | Augsburg                             | Augsburg                                            | 48° 24′ 36″ N, 10° 55′ 40″ O | weitere Bilder                           | Baggersee |
| Auwaldsee                                    | 0,13          | Oberbayern                                        | Ingolstadt                           | Ingolstadt                                          | 48° 45′ 4″ N, 11° 28′ 7″ O   | weitere Bilder                           | Baggersee |
| Bachtelsee                                   | 0,34          | Schwaben                                          | Ostallgäu                            | Biessenhofen                                        | 47° 50′ 35″ N, 10° 39′ 0″ O  | weitere Bilder                           | LSG, Stausee |
| Bachtelweiher                                | 0,05          | Schwaben                                          | Kempten                              | Kempten                                             | 47° 43′ 12″ N, 10° 20′ 53″ O | weitere Bilder                           | zur Fischzucht angelegter Weiher |
| Badenburger See                              | 0,06          | Oberbayern                                        | München                              | München                                             | 48° 9′ 19″ N, 11° 29′ 28″ O  | weitere Bilder                           | LSG Nymphenburg, künstlich angelegter See im Schlosspark Nymphenburg                                                                                    |
| Badersee                                     | 0,01          | Oberbayern                                        | Garmisch-Partenkirchen               | Grainau                                             | 47° 28′ 24″ N, 11° 1′ 0″ O   | weitere Bilder                           | |
| Badsee                                       | 0,03          | Oberbayern                                        | Weilheim-Schongau                    | Obersöchering                                       | 47° 44′ 30″ N, 11° 13′ 19″ O | Badsee                                   | Badesee |
| Bärensee                                     | 0,54          | Schwaben                                          | Kaufbeuren                           | Kaufbeuren                                          | 47° 51′ 28″ N, 10° 38′ 34″ O | weitere Bilder                           | LSG, Stausee |
| Bärnsee                                      | 0,07          | Oberbayern                                        | Rosenheim                            | Aschau im Chiemgau                                  | 47° 47′ 50″ N, 12° 20′ 14″ O | weitere Bilder                           | LSG |
| Baggersee                                    | 0,50          | Oberbayern                                        | Ingolstadt                           | Ingolstadt                                          | 48° 45′ 1″ N, 11° 23′ 47″ O  | weitere Bilder                           | Baggersee |
| Baggersee Irsingen                           | 0,15          | Schwaben                                          | Unterallgäu                          | Türkheim                                            | 48° 1′ 52″ N, 10° 37′ 25″ O  |                                          | Baggersee |
| Baggersee                                    | 0,04          | Schwaben                                          | Unterallgäu                          | Rammingen                                           | 48° 3′ 57″ N, 10° 36′ 17″ O  |                                          | Baggersee |
| Baggersee                                    | 0,16          | Schwaben                                          | Unterallgäu                          | Salgen                                              | 48° 8′ 29″ N, 10° 29′ 18″ O  |                                          | Baggersee |
| Baggersee                                    | 0,04          | Schwaben                                          | Unterallgäu                          | Türkheim                                            | 48° 3′ 19″ N, 10° 37′ 0″ O   |                                          | Baggersee |
| Baggersee                                    | 0,01          | Schwaben                                          | Unterallgäu                          | Wiedergeltingen                                     | 48° 2′ 51″ N, 10° 41′ 24″ O  |                                          | Baggersee |
| Baggersee am Hart                            | 0,02          | Oberbayern                                        | Freising                             | Eching                                              | 48° 17′ 27″ N, 11° 38′ 48″ O | weitere Bilder                           | LSG Freisinger Moos und Echinger Gfild, Baggersee |
| Bannwaldsee                                  | 2,28          | Schwaben                                          | Ostallgäu                            | Schwangau                                           | 47° 36′ 2″ N, 10° 46′ 28″ O  | weitere Bilder                           | NSG |
| Barmsee                                      | 0,55          | Oberbayern                                        | Garmisch-Partenkirchen               | Krün                                                | 47° 29′ 56″ N, 11° 14′ 46″ O | weitere Bilder                           | LSG |
| Bayersoiener See                             | 0,23          | Oberbayern                                        | Garmisch-Partenkirchen               | Bad Bayersoien                                      | 47° 41′ 27″ N, 11° 0′ 20″ O  | weitere Bilder                           | LSG |
| Bechthaler Weiher                            | 0,01          | Mittelfranken                                     | Weißenburg-Gunzenhausen              | Raitenbuch                                          | 49° 1′ 19″ N, 11° 10′ 40″ O  | Bechthaler Weiher                        | Naturpark Altmühltal, LSG |
| Beckenweiher                                 | 0,10          | Niederbayern                                      | Straubing-Bogen                      | Wiesenfelden                                        | 49° 2′ 23″ N, 12° 32′ 10″ O  |                                          | NSG, Naturpark Bayerischer Wald |
| Berzgrube                                    | 0,05          | Unterfranken                                      | Kitzingen                            | Volkach                                             | 49° 51′ 31″ N, 10° 14′ 7″ O  | weitere Bilder                           | als Kiesgrube angelegt |
| Bibisee                                      | 0,16          | Oberbayern                                        | Bad Tölz-Wolfratshausen              | Königsdorf                                          | 47° 50′ 4″ N, 11° 28′ 23″ O  | weitere Bilder                           | Baggersee |
| Bichlersee                                   | 0,01          | Oberbayern                                        | Rosenheim                            | Oberaudorf                                          | 47° 40′ 34″ N, 12° 7′ 20″ O  | weitere Bilder                           | LSG Schutz des Auerbachtales einschl. Regau (am Förchenbach) und Bichlersee                                                                             |
| Biengartner Weiherplatte                     |               | Mittelfranken                                     | Erlangen-Höchstadt                   | Höchstadt an der Aisch, Gremsdorf, Weisendorf u. a. | 49° 39′ 38″ N, 10° 50′ 24″ O |                                          | NSG, zur Fischzucht angelegte Seenplatte |
| Bingstetter See                              | 0,20          | Schwaben                                          | Ostallgäu, Unterallgäu               | Jengen, Bad Wörishofen                              | 47° 59′ 17″ N, 10° 38′ 55″ O | weitere Bilder                           | teilweise LSG, Stausee |
| Birkensee                                    | 0,02          | Niederbayern                                      | Dingolfing-Landau                    | Dingolfing                                          | 48° 38′ 6″ N, 12° 27′ 26″ O  |                                          | Baggersee |
| Birkensee                                    | 0,03          | Oberbayern                                        | Dachau                               | Bergkirchen                                         | 48° 12′ 14″ N, 11° 25′ 1″ O  | weitere Bilder                           | Baggersee |
| Birkensee                                    | 0,02          | Oberbayern                                        | Bad Tölz-Wolfratshausen              | Geretsried                                          | 47° 52′ 8″ N, 11° 25′ 32″ O  | Birkensee                                | |
| Birkensee                                    | 0,05          | Mittelfranken                                     | Nürnberger Land                      | Röthenbach an der Pegnitz                           | 49° 27′ 24″ N, 11° 15′ 30″ O | weitere Bilder                           | Baggersee |
| Blaibacher See                               | 0,47          | Oberpfalz                                         | Cham                                 | Blaibach                                            | 49° 8′ 58″ N, 12° 50′ 5″ O   | weitere Bilder                           | LSG, Stausee |
| Bismarckweiher                               | 0,03          | Oberbayern                                        | Weilheim-Schongau                    | Steingaden                                          | 47° 42′ 37″ N, 10° 51′ 54″ O |                                          | Badesee |
| Bockstallsee                                 | 0,02          | Schwaben                                          | Ostallgäu                            | Halblech                                            | 47° 34′ 25″ N, 10° 50′ 13″ O | weitere Bilder                           | NSG, Stausee |
| Bodensee                                     | 536           | Bayern / Baden-Württemberg (Schweiz / Österreich) |                                      |                                                     | 47° 31′ 22″ N, 9° 42′ 3″ O   | weitere Bilder                           | Flächenangabe betr. den gesamten See LSG Bayerisches Bodenseeufer                                                                                       |
| Böcklweiher                                  | 0,01          | Oberbayern                                        | Berchtesgadener Land                 | Bischofswiesen                                      | 47° 38′ 5″ N, 12° 57′ 50″ O  | Böcklweiher                              | FFH Moore und Extensivwiesen bei Berchtesgaden |
| Böhmerweiher                                 | 0,06          | Oberbayern                                        | München                              | München                                             | 48° 10′ 27″ N, 11° 22′ 29″ O | weitere Bilder                           | LSG Aubinger Lohe und Moosschwaige, zwei Baggerseen (0,05 und 0,01 km²)                                                                                 |
| Bördleingrube                                | 0,17          | Unterfranken                                      | Kitzingen                            | Volkach, Astheim                                    | 49° 51′ 31″ N, 10° 12′ 15″ O |                                          | Baggersee |
| Bräuhaussee                                  | 0,05          | Oberbayern                                        | Weilheim-Schongau                    | Iffeldorf                                           | 47° 46′ 56″ N, 11° 19′ 7″ O  |                                          | Toteissee, Teil der Osterseen, NSG Osterseen |
| Brückelsee                                   | 1,45          | Oberpfalz                                         | Schwandorf                           | Schwarzenfeld, Wackersdorf, Neunburg vorm Wald      | 49° 20′ 23″ N, 12° 13′ 26″ O | weitere Bilder                           | teilweise LSG, Baggersee |
| Brückenhaussee                               | 0,06          | Oberfranken                                       | Bamberg                              | Baunach                                             | 49° 58′ 28″ N, 10° 51′ 34″ O | Brückenhaussee                           | Baggersee |
| Brückensee                                   | 0,02          | Oberbayern                                        | Weilheim-Schongau                    | Iffeldorf                                           | 47° 46′ 33″ N, 11° 18′ 19″ O |                                          | Toteissee, Teil der Osterseen, NSG Osterseen |
| Buchner Weiher                               | 0,01          | Oberbayern                                        | Bad Tölz-Wolfratshausen              | Bad Heilbrunn                                       | 47° 46′ 37″ N, 11° 29′ 2″ O  | weitere Bilder                           | ND |
| Buchsee                                      | 0,02          | Oberbayern                                        | Bad Tölz-Wolfratshausen              | Münsing                                             | 47° 55′ 19″ N, 11° 22′ 31″ O | weitere Bilder                           | Geotop |
| Buxheimer Weiher                             | 0,07          | Schwaben                                          | Unterallgäu                          | Buxheim                                             | 47° 59′ 29″ N, 10° 8′ 3″ O   | weitere Bilder                           | Stausee |
| Chiemsee                                     | 79,900        | Oberbayern                                        | Traunstein                           | Gemeindefreies Gebiet                               | 47° 52′ 15″ N, 12° 27′ 13″ O | weitere Bilder                           | LSG Schutz des Chiemsees, seiner Inseln und Ufergebiete, teilweise NSG Mündung der Tiroler Achen                                                        |
| Christlessee                                 | 0,01          | Schwaben                                          | Oberallgäu                           | Oberstdorf                                          | 47° 21′ 53″ N, 10° 18′ 5″ O  | weitere Bilder                           | LSG, Geotop |
| Craimoosweiher                               | 0,15          | Oberfranken                                       | Bayreuth                             | Schnabelwaid                                        | 49° 49′ 20″ N, 11° 35′ 41″ O | weitere Bilder                           | NSG, künstlich angelegter See |
| Dachssee                                     | 0,02          | Schwaben                                          | Ostallgäu                            | Bidingen                                            | 47° 48′ 42″ N, 10° 42′ 20″ O | Dachssee                                 | |
| Degerndorfer Weiher                          | 0,01          | Oberbayern                                        | Bad Tölz-Wolfratshausen              | Münsing                                             | 47° 52′ 37″ N, 11° 22′ 45″ O | weitere Bilder                           | Stausee |
| Deininger Weiher                             | 0,03          | Oberbayern                                        | München                              | Straßlach-Dingharting                               | 47° 57′ 58″ N, 11° 31′ 25″ O | weitere Bilder                           | LSG Südliches Gleißental |
| Deixlfurter See                              | 0,21          | Oberbayern                                        | Starnberg                            | Tutzing                                             | 47° 55′ 11″ N, 11° 15′ 15″ O | weitere Bilder                           | LSG Starnberger See und westlich angrenzende Gebiete, Seengruppe                                                                                        |
| Dennenloher See                              | 0,20          | Mittelfranken                                     | Ansbach                              | Unterschwaningen, Arberg                            | 49° 6′ 18″ N, 10° 36′ 57″ O  | Dennenloher See                          | Stausee im Fränkischen Seenland |
| Derchinger Baggersee                         | 0,06          | Schwaben                                          | Aichach-Friedberg                    | Friedberg                                           | 48° 24′ 52″ N, 10° 57′ 30″ O | Derchinger Baggersee                     | Baggersee |
| Deutensee                                    | 0,42          | Oberbayern                                        | Weilheim-Schongau                    | Steingaden                                          | 47° 44′ 25″ N, 10° 52′ 14″ O | weitere Bilder                           | |
| Dietlhofer See                               | 0,09          | Oberbayern                                        | Weilheim-Schongau                    | Weilheim                                            | 47° 51′ 21″ N, 11° 9′ 35″ O  | weitere Bilder                           | Toteissee |
| Drachensee                                   | 1,58          | Oberpfalz                                         | Cham                                 | Furth im Wald, Eschlkam                             | 49° 18′ 49″ N, 12° 52′ 15″ O | weitere Bilder                           | LSG, Stausee |
| Dreiburgensee                                | 0,08          | Niederbayern                                      | Passau                               | Tittling                                            | 48° 44′ 39″ N, 13° 21′ 9″ O  | weitere Bilder                           | Stausee |
| Dutzendteich                                 | 0,31          | Mittelfranken                                     | Nürnberg                             | Nürnberg                                            | 49° 25′ 55″ N, 11° 7′ 4″ O   | weitere Bilder                           | Seengruppe |
| Echinger See                                 | 0,13          | Oberbayern                                        | Freising                             | Eching                                              | 48° 17′ 18″ N, 11° 38′ 5″ O  | weitere Bilder                           | LSG Freisinger Moos und Echinger Gfild, Baggersee |
| Echinger Stausee                             | 1,12          | Niederbayern                                      | Landshut                             | Eching                                              | 48° 30′ 12″ N, 12° 2′ 42″ O  | weitere Bilder                           | NSG Vogelfreistätte Mittlere Isarstauseen, Stausee |
| Eckenbichelsee                               | 0,02          | Oberbayern                                        | Weilheim-Schongau                    | Obersöchering                                       | 47° 44′ 45″ N, 11° 12′ 59″ O | Eckenbichelsee                           | |
| Egelsee                                      | 0,01          | Oberbayern                                        | Starnberg                            | Andechs                                             | 47° 59′ 46″ N, 11° 11′ 38″ O | weitere Bilder                           | LSG Westlicher Teil des Landkreises Starnberg |
| Egglburger See                               | 0,33          | Oberbayern                                        | Ebersberg                            | Ebersberg                                           | 48° 5′ 2″ N, 11° 56′ 23″ O   | weitere Bilder                           | NSG Vogelfreistätte Eggelburger See, LSG Schutz des Egglburger Sees und Umgebung, Stausee                                                               |
| Eggstätt-Hemhofer Seenplatte                 | 3,50          | Oberbayern                                        | Rosenheim                            | Bad Endorf, Eggstätt, Rimsting                      | 47° 54′ 49″ N, 12° 20′ 41″ O | weitere Bilder                           | NSG, Geotop, Seenplatte mit 18 Einzelseen |
| Eginger See                                  | 0,20          | Niederbayern                                      | Passau                               | Eging am See                                        | 48° 43′ 18″ N, 13° 16′ 34″ O | weitere Bilder                           | Stausee |
| Eibsee                                       | 1,77          | Oberbayern                                        | Garmisch-Partenkirchen               | Grainau                                             | 47° 27′ 20″ N, 10° 58′ 24″ O | weitere Bilder                           | LSG |
| Eichenauer See                               | 0,01          | Oberbayern                                        | Fürstenfeldbruck                     | Eichenau                                            | 48° 9′ 21″ N, 11° 18′ 44″ O  | weitere Bilder                           | Baggersee |
| Eichinger See                                | 0,02          | Oberbayern                                        | Dachau                               | Karlsfeld                                           | 48° 13′ 24″ N, 11° 27′ 40″ O | weitere Bilder                           | Baggersee |
| Eichsee                                      | 0,05          | Oberbayern                                        | Garmisch-Partenkirchen               | Großweil                                            | 47° 40′ 50″ N, 11° 19′ 56″ O | weitere Bilder                           | Teil der Loisach-Kochelsee-Moore |
| Einbessee                                    | 0,06          | Oberbayern                                        | Rosenheim                            | Eggstätt                                            | 47° 55′ 9″ N, 12° 21′ 33″ O  | Einbessee                                | NSG, Teil der Eggstätt-Hemhofer Seenplatte |
| Eishaussee                                   | 0,08          | Oberbayern                                        | Weilheim-Schongau                    | Iffeldorf                                           | 47° 47′ 3″ N, 11° 19′ 1″ O   |                                          | Toteissee, Teil der Osterseen, NSG Osterseen, Privatsee                                                                                                 |
| Eisweiher                                    | 0,03          | Mittelfranken                                     | Nürnberg                             | Gemeindefreies Gebiet                               | 49° 25′ 34″ N, 11° 10′ 30″ O | weitere Bilder                           | Stausee |
| Eitzenberger Weiher                          | 0,05          | Oberbayern                                        | Weilheim-Schongau                    | Iffeldorf                                           | 47° 47′ 11″ N, 11° 21′ 55″ O | weitere Bilder                           | Weihergruppe bestehend aus: Alter Weiher, Neuer Weiher und Holzweiher                                                                                   |
| Eixendorftalsperre                           | 1,01          | Oberpfalz                                         | Schwandorf                           | Neunburg vorm Wald                                  | 49° 20′ 24″ N, 12° 26′ 38″ O | weitere Bilder                           | LSG, Stausee |
| Elbsee                                       | 0,21          | Schwaben                                          | Ostallgäu                            | Aitrang                                             | 47° 48′ 1″ N, 10° 33′ 11″ O  | weitere Bilder                           | LSG |
| Elgersheimsee                                | 0,08          | Unterfranken                                      | Kitzingen                            | Volkach, Fahr                                       | 49° 52′ 11″ N, 10° 10′ 20″ O |                                          | Baggersee |
| Ellertshäuser See                            | 0,33          | Unterfranken                                      | Schweinfurt                          | Stadtlauringen                                      | 50° 8′ 56″ N, 10° 22′ 39″ O  | weitere Bilder                           | LSG, Stausee |
| Emmeringer See                               | 0,03          | Oberbayern                                        | Fürstenfeldbruck                     | Emmering                                            | 48° 11′ 32″ N, 11° 17′ 0″ O  | weitere Bilder                           | Baggersee |
| Engelsrieder See                             | 0,07          | Oberbayern                                        | Landsberg am Lech                    | Rott                                                | 47° 53′ 15″ N, 10° 58′ 42″ O | Engelsrieder See                         | LSG, Stausee |
| Engeratsgundsee                              | 0,03          | Schwaben                                          | Oberallgäu                           | Bad Hindelang                                       | 47° 26′ 29″ N, 10° 23′ 30″ O | weitere Bilder                           | NSG |
| Entenweiher                                  | 0,01          | Oberbayern                                        | München                              | München                                             | 48° 6′ 56″ N, 11° 33′ 48″ O  | weitere Bilder                           | LSG Isarauen |
| Erlabrunner Badesee                          | 0,07          | Unterfranken                                      | Würzburg                             | Erlabrunn                                           | 49° 51′ 10″ N, 9° 51′ 16″ O  | weitere Bilder                           | Baggersee |
| Erlauzwieseler See                           | 0,08          | Niederbayern                                      | Freyung-Grafenau                     | Waldkirchen                                         | 48° 43′ 14″ N, 13° 38′ 20″ O | Erlauzwieseler See                       | Stausee |
| Erlensee                                     | 0,05          | Oberbayern                                        | Rosenheim                            | Schechen                                            | 47° 55′ 25″ N, 12° 8′ 7″ O   | weitere Bilder                           | LSG Schutz des Inntales |
| Erlensee                                     | 0,02          | Oberbayern                                        | Erding                               | Taufkirchen (Vils)                                  | 48° 19′ 18″ N, 12° 14′ 38″ O | Erlensee                                 | |
| Eschacher Weiher                             | 0,09          | Schwaben                                          | Oberallgäu                           | Buchenberg                                          | 47° 41′ 42″ N, 10° 11′ 29″ O | weitere Bilder                           | LSG, Stausee |
| Eschenauer See                               | 0,18          | Oberbayern                                        | Traunstein                           | Pittenhart                                          | 47° 56′ 42″ N, 12° 23′ 53″ O | Eschenauer See                           | Toteissee, Teil der Eggstätt-Hemhofer Seenplatte |
| Eßsee                                        | 0,08          | Oberbayern                                        | Starnberg                            | Pöcking                                             | 47° 58′ 11″ N, 11° 14′ 2″ O  | weitere Bilder                           | LSG Westlicher Teil des Landkreises Starnberg |
| Falkensee                                    | 0,01          | Oberbayern                                        | Traunstein                           | Inzell                                              | 47° 44′ 55″ N, 12° 45′ 58″ O | weitere Bilder                           | NSG, siehe Falkenseebach |
| Fasaneriesee                                 | 0,15          | Oberbayern                                        | München                              | München                                             | 48° 12′ 17″ N, 11° 31′ 47″ O | weitere Bilder                           | Baggersee |
| Faulensee                                    | 0,02          | Schwaben                                          | Ostallgäu                            | Rieden am Forggensee                                | 47° 37′ 21″ N, 10° 41′ 49″ O | Faulensee                                | LSG |
| Feisnitz-Stausee                             | 0,16          | Oberfranken                                       | Wunsiedel im Fichtelgebirge          | Arzberg                                             | 50° 2′ 3″ N, 12° 10′ 50″ O   | Feisnitz-Stausee                         | LSG, Stausee |
| Feldmochinger See                            | 0,15          | Oberbayern                                        | München                              | München                                             | 48° 12′ 52″ N, 11° 30′ 54″ O | weitere Bilder                           | LSG Schwarzhölzl mit dem nach Süden und Osten anschließenden Gebiet, dem Würmkanal und dem Gebiet um den Baggersee in Feldmoching, Baggersee            |
| Ferchensee                                   | 0,11          | Oberbayern                                        | Garmisch-Partenkirchen               | Mittenwald                                          | 47° 26′ 19″ N, 11° 12′ 49″ O | weitere Bilder                           | LSG |
| Feringasee                                   | 0,32          | Oberbayern                                        | München                              | Unterföhring                                        | 48° 11′ 43″ N, 11° 40′ 17″ O | weitere Bilder                           | Baggersee |
| Fernweiher                                   | 0,03          | Oberbayern                                        | Weilheim-Schongau                    | Obersöchering                                       | 47° 44′ 42″ N, 11° 14′ 56″ O | Fernweiher                               | |
| Fichtelsee                                   | 0,11          | Oberfranken                                       | Bayreuth                             | Fichtelberg                                         | 50° 0′ 52″ N, 11° 51′ 36″ O  | weitere Bilder                           | LSG, Stausee |
| Fichtsee                                     | 0,01          | Oberbayern                                        | Weilheim-Schongau                    | Sindelsdorf                                         | 47° 42′ 46″ N, 11° 21′ 41″ O | weitere Bilder                           | NSG, Teil der Loisach-Kochelsee-Moore |
| Fischkaltersee                               | 0,03          | Oberbayern                                        | Weilheim-Schongau                    | Iffeldorf                                           | 47° 46′ 53″ N, 11° 19′ 21″ O | weitere Bilder                           | Toteissee, Teil der Osterseen, NSG Osterseen |
| Floriansee                                   | 0,08          | Oberbayern                                        | Rosenheim                            | Rosenheim                                           | 47° 50′ 6″ N, 12° 8′ 47″ O   | weitere Bilder                           | LSG Innauen-Süd |
| Fohnsee                                      | 0,21          | Oberbayern                                        | Weilheim-Schongau                    | Iffeldorf                                           | 47° 46′ 48″ N, 11° 18′ 50″ O | weitere Bilder                           | Toteissee, Teil der Osterseen, NSG Osterseen |
| Forstweiher                                  | 0,13          | Mittelfranken                                     | Nürnberg                             | Eibach                                              | 49° 24′ 14″ N, 11° 2′ 29″ O  | weitere Bilder                           | Stausee, des Schwarzen Graben |
| Förchensee                                   | 0,03          | Oberbayern                                        | Rosenheim                            | Bernau am Chiemsee                                  | 47° 49′ 39″ N, 12° 23′ 32″ O | Förchensee                               | LSG Schutz des Chiemsees, seiner Inseln und Ufergebiete in den Landkreisen Rosenheim und Traunstein als LSG („Chiemsee-Schutzverordnung“), LSG-00396.01 |
| Förchensee                                   | 0,04          | Oberbayern                                        | Traunstein                           | Ruhpolding                                          | 47° 42′ 28″ N, 12° 37′ 12″ O | Förchensee                               | NSG |
| Forggensee                                   | 15,200        | Schwaben                                          | Ostallgäu                            | Schwangau, Füssen, Rieden, Halblech u. a.           | 47° 36′ 53″ N, 10° 44′ 23″ O | weitere Bilder                           | LSG, Stausee |
| Förmitztalsperre                             | 1,16          | Oberfranken                                       | Hof                                  | Schwarzenbach an der Saale                          | 50° 11′ 46″ N, 11° 54′ 40″ O | weitere Bilder                           | Stausee |
| Forsterweiher                                | 0,03          | Oberbayern                                        | Ingolstadt                           | Ingolstadt                                          | 48° 45′ 13″ N, 11° 22′ 34″ O | Forsterweiher                            | |
| Frankenhofner See                            | 0,45          | Schwaben                                          | Unterallgäu                          | Bad Wörishofen                                      | 47° 58′ 30″ N, 10° 38′ 28″ O | Frankenhofner See                        | LSG, Stausee |
| Frechensee                                   | 0,12          | Oberbayern                                        | Weilheim-Schongau                    | Seeshaupt                                           | 47° 48′ 32″ N, 11° 17′ 14″ O | weitere Bilder                           | NSG Osterseen |
| Freibergsee                                  | 0,18          | Schwaben                                          | Oberallgäu                           | Oberstdorf                                          | 47° 22′ 52″ N, 10° 16′ 2″ O  | weitere Bilder                           | LSG |
| Freigerichtsseen (Ostsee)                    | 0,29          | Unterfranken                                      | Aschaffenburg                        | Kahl am Main                                        | 50° 5′ 8″ N, 9° 0′ 23″ O     | Freigerichtsseen (Ostsee)                | Baggersee, Teil der Kahler Seenplatte |
| Freigerichtsseen (Westsee)                   | 0,19          | Unterfranken, Hessen                              | Aschaffenburg, Main-Kinzig-Kreis     | Kahl am Main                                        | 50° 5′ 4″ N, 8° 59′ 59″ O    | Freigerichtsseen (Westsee)               | Baggersee, Teil der Kahler Seenplatte |
| Freudensee                                   | 0,07          | Niederbayern                                      | Passau                               | Hauzenberg                                          | 48° 39′ 47″ N, 13° 38′ 6″ O  | weitere Bilder                           | LSG, Stausee |
| Frickenhäuser See                            | 0,01          | Unterfranken                                      | Rhön-Grabfeld                        | Mellrichstadt                                       | 50° 24′ 11″ N, 10° 14′ 13″ O | weitere Bilder                           | NSG, Naturdenkmal, Geotop |
| Fridolfinger See                             | 0,06          | Oberbayern                                        | Traunstein                           | Fridolfing                                          | 47° 59′ 39″ N, 12° 50′ 37″ O | weitere Bilder                           | Baggersee |
| Friedberger Baggersee                        | 0,18          | Schwaben                                          | Aichach-Friedberg                    | Friedberg                                           | 48° 21′ 47″ N, 10° 57′ 48″ O | Friedberger Baggersee                    | Baggersee |
| Frillensee                                   | 0,01          | Oberbayern                                        | Garmisch-Partenkirchen               | Grainau                                             | 47° 27′ 15″ N, 10° 59′ 6″ O  | weitere Bilder                           | LSG |
| Frillensee                                   | 0,04          | Oberbayern                                        | Traunstein                           | Inzell                                              | 47° 45′ 59″ N, 12° 49′ 0″ O  | weitere Bilder                           | |
| Froschgrundsee                               | 0,23          | Oberfranken                                       | Coburg                               | Rödental                                            | 50° 21′ 4″ N, 11° 1′ 38″ O   | weitere Bilder                           | Stausee |
| Froschhauser See                             | 0,16          | Oberbayern                                        | Garmisch-Partenkirchen               | Murnau am Staffelsee                                | 47° 41′ 12″ N, 11° 13′ 31″ O | weitere Bilder                           | NSG |
| Fuggerweiher                                 | 0,04          | Schwaben                                          | Unterallgäu                          | Babenhausen                                         | 48° 8′ 2″ N, 10° 14′ 30″ O   | weitere Bilder                           | Stausee |
| Funtensee                                    | 0,03          | Oberbayern                                        | Berchtesgadener Land                 | Schönau am Königssee                                | 47° 29′ 36″ N, 12° 56′ 24″ O | weitere Bilder                           | Nationalpark Berchtesgaden, Geotop |
| Gaisweiher                                   | 0,08          | Mittelfranken                                     | Ansbach                              | Dinkelsbühl                                         | 49° 3′ 31″ N, 10° 18′ 32″ O  |                                          | |
| Gallaweiher                                  | 0,14          | Oberbayern                                        | Weilheim-Schongau                    | Bernried am Starnberger See                         | 47° 51′ 53″ N, 11° 15′ 13″ O |                                          | LSG |
| Garchinger See                               | 0,05          | Oberbayern                                        | München                              | Garching                                            | 48° 15′ 40″ N, 11° 38′ 20″ O | weitere Bilder                           | LSG Münchner Norden, Baggersee |
| Gartensee                                    | 0,07          | Oberbayern                                        | Weilheim-Schongau                    | Seeshaupt                                           | 47° 49′ 1″ N, 11° 18′ 6″ O   | weitere Bilder                           | Toteissee, Teil der Osterseen, NSG Osterseen |
| Germeringer See                              | 0,03          | Oberbayern                                        | Fürstenfeldbruck                     | Germering                                           | 48° 8′ 13″ N, 11° 20′ 39″ O  | weitere Bilder                           | LSG Parsberg, Baggersee |
| Goldbergsee Coburg                           | 0,72          | Oberfranken                                       | Coburg                               | Coburg                                              | 50° 16′ 51″ N, 10° 56′ 4″ O  | weitere Bilder                           | teilweise NSG, Stausee |
| Graner Weiher                                | 0,04          | Oberbayern                                        | Weilheim-Schongau                    | Böbing                                              | 47° 45′ 37″ N, 11° 3′ 11″ O  | Graner Weiher                            | Künstlich aufgestauter Weiher |
| Griessee                                     | 0,09          | Oberbayern                                        | Traunstein                           | Obing                                               | 47° 59′ 11″ N, 12° 26′ 37″ O | Griessee                                 | NSG Seeoner Seen, Teil der Seeoner Seenplatte |
| Griesweiher Niederschönenfeld                | 0,02          | Schwaben                                          | Donau-Ries                           | Niederschönenfeld                                   | 48° 43′ 36″ N, 10° 55′ 39″ O |                                          | Baggersee |
| Gröbensee                                    | 0,06          | Oberbayern                                        | Weilheim-Schongau                    | Seeshaupt                                           | 47° 48′ 44″ N, 11° 18′ 0″ O  | weitere Bilder                           | Toteissee, Teil der Osterseen, NSG Osterseen |
| Großer Alpsee                                | 2,47          | Schwaben                                          | Oberallgäu                           | Immenstadt                                          | 47° 34′ 19″ N, 10° 10′ 59″ O | weitere Bilder                           | LSG |
| Großer Arbersee                              | 0,08          | Niederbayern                                      | Regen                                | Bayerisch Eisenstein                                | 49° 5′ 55″ N, 13° 9′ 20″ O   | weitere Bilder                           | Geotop, NSG, Naturpark Bayerischer Wald |
| Großer Bischofsweiher (Dechsendorfer Weiher) | 0,35          | Mittelfranken                                     | Erlangen                             | Erlangen                                            | 49° 37′ 57″ N, 10° 57′ 7″ O  | weitere Bilder                           | LSG, Seengruppe Dechsendorfer Weihergebiet |
| Großer Brombachsee                           | 8,71          | Mittelfranken                                     | Weißenburg-Gunzenhausen              | Pleinfeld                                           | 49° 7′ 51″ N, 10° 56′ 7″ O   | weitere Bilder                           | Stausee, teilweise NSG, teilweise LSG |
| Großer Ostersee                              | 1,17          | Oberbayern                                        | Weilheim-Schongau                    | Iffeldorf                                           | 47° 47′ 16″ N, 11° 18′ 10″ O | weitere Bilder                           | Größter See der Osterseen, NSG Osterseen |
| Großwelzheimer Badesee                       | 0,13          | Unterfranken                                      | Aschaffenburg                        | Karlstein am Main                                   | 50° 3′ 30″ N, 9° 1′ 3″ O     | weitere Bilder                           | LSG, Baggersee, Teil der Kahler Seenplatte |
| Grünsee                                      | 0,02          | Oberbayern                                        | Miesbach                             | Schliersee                                          | 47° 39′ 7″ N, 11° 51′ 59″ O  |                                          | LSG Schutz des Spitzingsees und seiner Umgebung |
| Grünsee                                      | 0,04          | Oberbayern                                        | Berchtesgadener Land                 | Schönau am Königssee                                | 47° 30′ 8″ N, 12° 57′ 12″ O  | weitere Bilder                           | Nationalpark Berchtesgaden |
| Grüntensee                                   | 1,23          | Schwaben                                          | Oberallgäu                           | Oy-Mittelberg, Wertach                              | 47° 37′ 6″ N, 10° 26′ 58″ O  | weitere Bilder                           | LSG, Stausee |
| Guggenberger See                             | 0,54          | Oberpfalz                                         | Regensburg                           | Neutraubling                                        | 48° 58′ 43″ N, 12° 13′ 13″ O | Guggenberger See                         | Baggersee |
| Guggersee                                    | 0,01          | Schwaben                                          | Oberallgäu                           | Oberstdorf                                          | 47° 19′ 1″ N, 10° 14′ 57″ O  | weitere Bilder                           | NSG |
| Gustavsee                                    | 0,25          | Unterfranken                                      | Aschaffenburg                        | Karlstein am Main                                   | 50° 3′ 17″ N, 8° 59′ 27″ O   | weitere Bilder                           | teilweise NSG, Baggersee, Teil der Kahler Seenplatte |
| Haarsee                                      | 0,06          | Oberbayern                                        | Weilheim-Schongau                    | Weilheim                                            | 47° 48′ 38″ N, 11° 13′ 17″ O | weitere Bilder                           | LSG Hardtlandschaft und Eberfinger Drumlinfelder |
| Haagsweiher                                  | 0,01          | Mittelfranken                                     | Nürnberger Land                      | Feuchter Forst                                      | 49° 22′ 51″ N, 11° 13′ 45″ O | weitere Bilder                           | Vogelschutzgebiet Nürnberger Reichswald. Künstlicher See (Hochwasserschutz)                                                                             |
| Hachtsee                                     | 0,05          | Oberbayern                                        | Weilheim-Schongau                    | Obersöchering                                       | 47° 44′ 54″ N, 11° 15′ 6″ O  | Hachtsee                                 | |
| Hackensee                                    | 0,08          | Oberbayern                                        | Miesbach                             | Holzkirchen                                         | 47° 50′ 57″ N, 11° 38′ 31″ O | weitere Bilder                           | |
| Hahnenkammsee                                | 0,23          | Mittelfranken                                     | Weißenburg-Gunzenhausen              | Heidenheim                                          | 48° 57′ 50″ N, 10° 43′ 13″ O | weitere Bilder                           | LSG, künstlich angelegter See |
| Hapberger Weiher                             | 0,01          | Oberbayern                                        | Weilheim-Schongau                    | Seeshaupt                                           | 47° 50′ 48″ N, 11° 15′ 39″ O | Hapberger Weiher                         | LSG Hardtlandschaft und Eberfinger Drumlinfelder |
| Happinger See                                | 0,23          | Oberbayern                                        | Rosenheim, Rosenheim                 | Rosenheim, Raubling                                 | 47° 49′ 0″ N, 12° 7′ 43″ O   | weitere Bilder                           | LSG Inntal Süd und Innauen-Süd, Baggersee |
| Happinger-Au-See                             | 0,12          | Oberbayern                                        | Rosenheim                            | Rosenheim                                           | 47° 49′ 48″ N, 12° 8′ 28″ O  | weitere Bilder                           | LSG Innauen-Süd |
| Happurger See                                | 0,55          | Mittelfranken                                     | Nürnberger Land                      | Happurg                                             | 49° 28′ 57″ N, 11° 28′ 50″ O | weitere Bilder                           | LSG, Stausee |
| Harmatinger Weiher                           | 0,15          | Oberbayern                                        | Bad Tölz-Wolfratshausen              | Egling                                              | 47° 53′ 10″ N, 11° 31′ 49″ O | weitere Bilder                           | LSG Großer Weiher, Stausee |
| Hartsee                                      | 0,87          | Oberbayern                                        | Rosenheim                            | Eggstätt                                            | 47° 55′ 37″ N, 12° 22′ 2″ O  |                                          | NSG, Teil der Eggstätt-Hemhofer Seenplatte |
| Haslacher See                                | 0,40          | Oberbayern                                        | Weilheim-Schongau                    | Bernbeuren                                          | 47° 45′ 1″ N, 10° 47′ 7″ O   | weitere Bilder                           | LSG |
| Hausler-See                                  | 0,01          | Oberbayern                                        | Freising                             | Hallbergmoos                                        | 48° 17′ 26″ N, 11° 43′ 20″ O | Hausler-See                              | LSG Mooslandschaft südlich Hallbergmoos |
| Hegratsrieder See                            | 0,10          | Schwaben                                          | Ostallgäu                            | Halblech                                            | 47° 37′ 0″ N, 10° 45′ 59″ O  | weitere Bilder                           | LSG |
| Heiligenwaldsee                              | 0,14          | Mittelfranken                                     | Weißenburg-Gunzenhausen              | Pleinfeld                                           | 49° 7′ 17″ N, 10° 59′ 18″ O  | weitere Bilder                           | Baggersee |
| Heimstettener See                            | 0,11          | Oberbayern                                        | München                              | Kirchheim bei München, Aschheim                     | 48° 9′ 20″ N, 11° 44′ 20″ O  | weitere Bilder                           | Baggersee |
| Herrensee                                    | 0,03          | Oberbayern                                        | Weilheim-Schongau                    | Iffeldorf                                           | 47° 46′ 59″ N, 11° 19′ 23″ O |                                          | Toteissee, Teil der Osterseen, NSG Osterseen |
| Herrenwieser Weiher                          | 0,06          | Schwaben                                          | Kempten                              | Kempten                                             | 47° 42′ 56″ N, 10° 15′ 11″ O | weitere Bilder                           | |
| Hinterbrühler See                            | 0,03          | Oberbayern                                        | München                              | München                                             | 48° 5′ 9″ N, 11° 32′ 34″ O   | weitere Bilder                           | LSG Isarauen |
| Hintersee                                    | 0,16          | Oberbayern                                        | Berchtesgadener Land                 | Ramsau                                              | 47° 36′ 26″ N, 12° 51′ 16″ O | weitere Bilder                           | |
| Hochstraßer See                              | 0,18          | Oberbayern                                        | Rosenheim                            | Raubling                                            | 47° 48′ 37″ N, 12° 7′ 58″ O  | weitere Bilder                           | LSG Inntal Süd, Baggersee |
| Hochwasserspeicher Liebenstein               | 0,88          | Oberpfalz                                         | Tirschenreuth                        | Plößberg                                            | 49° 48′ 36″ N, 12° 20′ 3″ O  |                                          | LSG, Stausee |
| Hödenauer See                                | 0,04          | Oberbayern                                        | Rosenheim                            | Kiefersfelden                                       | 47° 37′ 40″ N, 12° 11′ 28″ O | weitere Bilder                           | LSG Inntal Süd |
| Höglwörther See                              | 0,14          | Oberbayern                                        | Berchtesgadener Land                 | Anger                                               | 47° 48′ 57″ N, 12° 50′ 33″ O | weitere Bilder                           | LSG, Geotop |
| Höllensteinsee                               | 0,54          | Niederbayern                                      | Regen                                | Viechtach                                           | 49° 7′ 31″ N, 12° 52′ 6″ O   | weitere Bilder                           | LSG, Stausee |
| Höllsee                                      | 0,01          | Oberbayern                                        | Bad Tölz-Wolfratshausen              | Benediktbeuern                                      | 47° 41′ 29″ N, 11° 21′ 29″ O | weitere Bilder                           | Teil der Loisach-Kochelsee-Moore |
| Hörsteiner See                               | 0,59          | Unterfranken                                      | Aschaffenburg                        | Alzenau                                             | 50° 3′ 30″ N, 9° 2′ 1″ O     | weitere Bilder                           | LSG, Baggersee, Teil der Kahler Seenplatte |
| Hofstätter See                               | 0,58          | Oberbayern                                        | Rosenheim                            | Vogtareuth                                          | 47° 54′ 6″ N, 12° 10′ 31″ O  | weitere Bilder                           | LSG Inschutznahme des Hofstätter- und Rinssees |
| Hopfensee                                    | 1,94          | Schwaben                                          | Ostallgäu                            | Füssen                                              | 47° 36′ 1″ N, 10° 40′ 20″ O  | weitere Bilder                           | LSG |
| Hopfenwehrl                                  | 0,02          | Oberbayern                                        | Ingolstadt                           | Ingolstadt                                          | 48° 44′ 43″ N, 11° 22′ 49″ O | Hopfenwehrl                              | |
| Hubersee                                     | 0,01          | Oberbayern                                        | Rosenheim                            | Raubling                                            | 47° 47′ 31″ N, 12° 2′ 32″ O  | Hubersee                                 | Naturdenkmal |
| Hubersee                                     | 0,09          | Oberbayern                                        | Weilheim-Schongau                    | Penzberg                                            | 47° 45′ 49″ N, 11° 21′ 3″ O  | weitere Bilder                           | |
| Hütsee                                       | 0,06          | Oberfranken                                       | Bamberg                              | Kemmern                                             | 49° 56′ 51″ N, 10° 52′ 30″ O | weitere Bilder                           | Baggersee |
| Huttlerweiher                                | 0,05          | Schwaben                                          | Ostallgäu                            | Roßhaupten                                          | 47° 40′ 9″ N, 10° 43′ 55″ O  | Huttlerweiher                            | |
| Ickinger Weiher                              | 0,12          | Oberbayern                                        | Bad Tölz-Wolfratshausen              | Egling                                              | 47° 56′ 56″ N, 11° 27′ 11″ O | weitere Bilder                           | NSG Isarauen zwischen Schäftlarn und Bad Tölz |
| Igelsbachsee                                 | 0,87          | Mittelfranken                                     | Weißenburg-Gunzenhausen, Roth        | Absberg, Spalt                                      | 49° 9′ 0″ N, 10° 53′ 43″ O   | weitere Bilder                           | teilweise NSG, LSG |
| Ilsesee                                      | 0,12          | Schwaben                                          | Augsburg                             | Augsburg                                            | 48° 16′ 59″ N, 10° 54′ 6″ O  | Ilsesee                                  | Baggersee |
| Ingstetter Weiher                            | 0,03          | Schwaben                                          | Neu-Ulm                              | Gemeindefreies Gebiet                               | 48° 15′ 33″ N, 10° 16′ 32″ O |                                          | ND, künstlich angelegter See |
| Irsingener See                               | 0,29          | Schwaben                                          | Unterallgäu                          | Bad Wörishofen, Türkheim, Wiedergeltingen           | 48° 1′ 17″ N, 10° 39′ 11″ O  | Irsingener See                           | LSG, Stausee |
| Isarstausee Krün                             | 0,18          | Oberbayern                                        | Garmisch-Partenkirchen               | Krün                                                | 47° 29′ 40″ N, 11° 16′ 43″ O | Isarstausee Krün                         | Stausee |
| Isarstausee Tölz                             | 0,24          | Oberbayern                                        | Bad Tölz-Wolfratshausen              | Bad Tölz                                            | 47° 46′ 9″ N, 11° 32′ 27″ O  | weitere Bilder                           | LSG Isarauen, Stausee |
| Ismaninger Speichersee                       | 5,80          | Oberbayern                                        | Ebersberg, Erding, München           | Pliening, Finsing, Aschheim, Kirchheim bei München  | 48° 13′ 1″ N, 11° 44′ 50″ O  | weitere Bilder                           | Stausee |
| Jägersee                                     | 0,04          | Mittelfranken                                     | Roth                                 | Gemeindefreies Gebiet                               | 49° 22′ 20″ N, 11° 11′ 34″ O | weitere Bilder                           | LSG, Baggersee |
| Jakobsee                                     | 0,04          | Oberbayern                                        | Weilheim-Schongau                    | Polling                                             | 47° 48′ 25″ N, 11° 8′ 7″ O   |                                          | |
| Joshofner Weiher                             | 0,14          | Oberbayern                                        | Neuburg-Schrobenhausen               | Neuburg an der Donau                                | 48° 44′ 59″ N, 11° 8′ 56″ O  | Joshofner Weiher                         | LSG, Baggersee |
| Kahler See                                   | 0,12          | Unterfranken                                      | Aschaffenburg                        | Kahl am Main                                        | 50° 4′ 7″ N, 9° 1′ 14″ O     | weitere Bilder                           | Teil der Kahler Seenplatte |
| Kainzmühlsperre                              | 0,17          | Oberpfalz                                         | Neustadt an der Waldnaab             | Tännesberg                                          | 49° 34′ 30″ N, 12° 17′ 53″ O | weitere Bilder                           | Stausee |
| Kaisersee                                    | 0,05          | Schwaben                                          | Augsburg                             | Augsburg                                            | 48° 25′ 11″ N, 10° 55′ 5″ O  | Kaisersee                                | Baggersee |
| Kammerweiher                                 | 0,17          | Oberpfalz                                         | Amberg-Sulzbach                      | Auerbach in der Oberpfalz                           | 49° 41′ 18″ N, 11° 33′ 57″ O | weitere Bilder                           | NSG, zwei durch einen Damm getrennte Weiher |
| Karlsfelder See                              | 0,25          | Oberbayern                                        | Dachau                               | Karlsfeld                                           | 48° 14′ 13″ N, 11° 28′ 6″ O  | weitere Bilder                           | Baggersee |
| Karpfsee                                     | 0,10          | Oberbayern                                        | Bad Tölz-Wolfratshausen              | Schlehdorf                                          | 47° 39′ 56″ N, 11° 18′ 25″ O | Karpfsee                                 | Teil der Loisach-Kochelsee-Moore |
| Kastenseeoner See                            | 0,07          | Oberbayern                                        | Ebersberg                            | Glonn                                               | 47° 59′ 34″ N, 11° 49′ 47″ O | weitere Bilder                           | LSG Toteiskessellandschaft Kastenseeon |
| Kautsee                                      | 0,16          | Oberbayern                                        | Rosenheim                            | Bad Endorf                                          | 47° 55′ 23″ N, 12° 21′ 18″ O | Kautsee                                  | NSG, Teil der Eggstätt-Hemhofer Seenplatte |
| Kieferer See                                 | 0,03          | Oberbayern                                        | Rosenheim                            | Kiefersfelden                                       | 47° 36′ 31″ N, 12° 12′ 14″ O | weitere Bilder                           | LSG Inntal Süd |
| Kinsegger Weiher                             | 0,06          | Oberbayern                                        | Weilheim-Schongau                    | Bernbeuren                                          | 47° 41′ 18″ N, 10° 44′ 16″ O | weitere Bilder                           | |
| Kirchsee                                     | 0,42          | Oberbayern                                        | Bad Tölz-Wolfratshausen              | Sachsenkam                                          | 47° 49′ 9″ N, 11° 37′ 9″ O   | weitere Bilder                           | NSG Ellbach- und Kirchseemoor |
| Kirnbergsee                                  | 0,03          | Oberbayern                                        | Weilheim-Schongau                    | Penzberg                                            | 47° 45′ 56″ N, 11° 20′ 55″ O | Kirnbergsee                              | zur Fischzucht angelegter Weiher |
| Kitzelsee                                    | 0,01          | Oberbayern                                        | Ebersberg                            | Moosach                                             | 48° 0′ 46″ N, 11° 51′ 31″ O  |                                          | LSG Schutz des Kitzelsees und seiner Umgebung |
| Kleiner Alpsee                               | 0,09          | Schwaben                                          | Oberallgäu                           | Immenstadt im Allgäu                                | \|                           |                                          | |
| Kleiner Arbersee                             | 0,06          | Oberpfalz                                         | Cham                                 | Lohberg                                             | 49° 7′ 35″ N, 13° 7′ 13″ O   | weitere Bilder                           | |
| Kleiner Brombachsee                          | 2,50          | Mittelfranken                                     | Weißenburg-Gunzenhausen              | Absberg                                             | 49° 8′ 4″ N, 10° 52′ 38″ O   | weitere Bilder                           | Stausee |
| Kleiner Olchinger See (Gröbenzeller See)     | 0,06          | Oberbayern                                        | Fürstenfeldbruck                     | Olching                                             | 48° 12′ 9″ N, 11° 21′ 19″ O  | Kleiner Olchinger See (Gröbenzeller See) | Baggersee |
| Kleiner See                                  | 0,19          | Schwaben                                          | Lindau                               | Lindau                                              | 47° 33′ 1″ N, 9° 41′ 12″ O   | weitere Bilder                           | LSG Bayerisches Bodenseeufer |
| Kleinhesseloher See                          | 0,09          | Oberbayern                                        | München                              | München                                             | 48° 9′ 38″ N, 11° 35′ 47″ O  | weitere Bilder                           | LSG Isarauen, künstlich angelegter See |
| Klostersee                                   | 0,07          | Unterfranken                                      | Main-Spessart                        | Triefenstein                                        | 49° 48′ 13″ N, 9° 36′ 50″ O  |                                          | Baggersee |
| Kochelsee                                    | 5,95          | Oberbayern                                        | Bad Tölz-Wolfratshausen              | Kochel am See, Schlehdorf                           | 47° 38′ 42″ N, 11° 20′ 24″ O | weitere Bilder                           | |
| Königssee                                    | 5,22          | Oberbayern                                        | Berchtesgadener Land                 | Schönau am Königssee                                | 47° 33′ 28″ N, 12° 58′ 46″ O | weitere Bilder                           | Nationalpark Berchtesgaden |
| Kögelweiher                                  | 0,09          | Schwaben                                          | Ostallgäu                            | Seeg                                                | 47° 37′ 24″ N, 10° 32′ 59″ O | weitere Bilder                           | LSG |
| Koglweiher                                   | 0,02          | Oberbayern                                        | Bad Tölz-Wolfratshausen              | Bad Tölz                                            | 47° 48′ 40″ N, 11° 35′ 26″ O | weitere Bilder                           | ND |
| Koppenbergweiher                             | 0,01          | Oberbayern                                        | Weilheim-Schongau                    | Habach                                              | 47° 44′ 7″ N, 11° 16′ 53″ O  | weitere Bilder                           | Stausee |
| Korbsee                                      | 0,09          | Schwaben                                          | Ostallgäu                            | Marktoberdorf                                       | 47° 47′ 36″ N, 10° 41′ 39″ O | Korbsee bei Marktoberdorf                | |
| Kratzmühlsee                                 | 0,10          | Oberbayern                                        | Eichstätt                            | Kinding                                             | 49° 0′ 6″ N, 11° 26′ 49″ O   | weitere Bilder                           | LSG im Naturpark Altmühltal |
| Kreutsee                                     | 0,02          | Oberbayern                                        | Rosenheim                            | Kiefersfelden                                       | 47° 37′ 39″ N, 12° 11′ 8″ O  | weitere Bilder                           | LSG Inntal Süd |
| Krugsweiher                                  | 0,04          | Mittelfranken                                     | Nürnberger Land                      | Feucht                                              | 49° 22′ 14″ N, 11° 11′ 31″ O | weitere Bilder                           | LSG |
| Kuhsee                                       | 0,17          | Schwaben                                          | Augsburg                             | Augsburg                                            | 48° 20′ 18″ N, 10° 56′ 24″ O | weitere Bilder                           | Altwasserarm des Lech |
| Lachenweiher                                 | 0,01          | Oberbayern                                        | Weilheim-Schongau                    | Seeshaupt                                           | 47° 50′ 56″ N, 11° 15′ 17″ O | Lachenweiher                             | NSG |
| Langbürgner See                              | 1,04          | Oberbayern                                        | Rosenheim                            | Bad Endorf                                          | 47° 54′ 3″ N, 12° 21′ 0″ O   | weitere Bilder                           | NSG Eggstätt-Hemhofer Seenplatte |
| Langsee                                      | 0,01          | Mittelfranken                                     | Nürnberg                             | Nürnberg                                            | 49° 28′ 14″ N, 11° 8′ 11″ O  | weitere Bilder                           | |
| Langwieder See                               | 0,18          | Oberbayern                                        | München                              | München                                             | 48° 11′ 42″ N, 11° 24′ 55″ O | weitere Bilder                           | LSG Gebiet um den Langwieder Autobahnsee, Baggersee |
| Latschensee                                  | 0,01          | Niederbayern                                      | Regen                                | Lindberg                                            | 49° 1′ 32″ N, 13° 23′ 52″ O  | weitere Bilder                           | Nationalpark Bayerischer Wald |
| Lauser Weiher                                | 0,06          | Oberbayern                                        | Rosenheim                            | Feldkirchen-Westerham                               | 47° 56′ 20″ N, 11° 51′ 33″ O | weitere Bilder                           | |
| Lautersee                                    | 0,12          | Oberbayern                                        | Garmisch-Partenkirchen               | Mittenwald                                          | 47° 26′ 17″ N, 11° 14′ 7″ O  | weitere Bilder                           | |
| Lechstaustufe 2 – Prem                       |               | Oberbayern, Schwaben                              | Weilheim-Schongau, Ostallgäu         | Prem, Lechbruck am See, Halblech, Roßhaupten        | 47° 40′ 20″ N, 10° 47′ 5″ O  | Lechstaustufe 2                          | Stausee |
| Lechstaustufe 6 – Dornau                     | 2,04          | Oberbayern                                        | Weilheim-Schongau                    | Schongau, Peiting                                   | 47° 47′ 42″ N, 10° 53′ 16″ O | weitere Bilder                           | Stausee |
| Lechstaustufe 10 – Epfach                    | 0,52          | Oberbayern                                        | Landsberg am Lech                    | Reichling                                           | 47° 54′ 16″ N, 10° 54′ 51″ O | Lechstaustufe 10 – Epfach                | NSG, Stausee |
| Lechstaustufe 22 – Unterbergen               | 0,30          | Oberbayern, Schwaben                              | Landsberg am Lech, Aichach-Friedberg | Prittriching, Schmiechen                            | 48° 14′ 7″ N, 10° 55′ 31″ O  | Lechstaustufe 22                         | LSG, Stausee |
| Leitgeringer See                             | 0,15          | Oberbayern                                        | Traunstein                           | Tittmoning                                          | 48° 4′ 24″ N, 12° 44′ 11″ O  | weitere Bilder                           | |
| Lerchenauer See                              | 0,08          | Oberbayern                                        | München                              | München                                             | 48° 11′ 52″ N, 11° 32′ 15″ O | weitere Bilder                           | Baggersee |
| Lobentalstausee                              | 0,03          | Schwaben                                          | Ostallgäu                            | Halblech                                            | 47° 35′ 11″ N, 10° 49′ 56″ O | Lobentalstausee                          | NSG, Stausee |
| Lödensee                                     | 0,09          | Oberbayern                                        | Traunstein                           | Ruhpolding                                          | 47° 41′ 38″ N, 12° 35′ 38″ O | weitere Bilder                           | |
| Loidlsee                                     | 0,02          | Oberbayern                                        | Miesbach                             | Hausham                                             | 47° 45′ 37″ N, 11° 51′ 38″ O | weitere Bilder                           | LSG Schutz der Egartenlandschaft um Miesbach |
| Luegsteinsee                                 | 0,01          | Oberbayern                                        | Rosenheim                            | Oberaudorf                                          | 47° 38′ 29″ N, 12° 10′ 16″ O | weitere Bilder                           | LSG Inntal Süd |
| Lugenausee                                   | 0,06          | Oberbayern                                        | Weilheim-Schongau                    | Böbing                                              | 47° 45′ 53″ N, 10° 59′ 44″ O | weitere Bilder                           | LSG |
| Lußsee                                       | 0,20          | Oberbayern                                        | München                              | München                                             | 48° 11′ 54″ N, 11° 25′ 7″ O  | weitere Bilder                           | LSG Gebiet um den Langwieder Autobahnsee, Baggersee |
| Lustsee                                      | 0,06          | Oberbayern                                        | Weilheim-Schongau                    | Seeshaupt                                           | 47° 48′ 37″ N, 11° 17′ 43″ O | weiter Bilder                            | Toteissee, Teil der Osterseen, NSG Osterseen |
| Luttensee                                    | 0,02          | Oberbayern                                        | Garmisch-Partenkirchen               | Mittenwald                                          | 47° 27′ 29″ N, 11° 15′ 0″ O  | Luttensee                                | |
| Mainparksee                                  | 0,24          | Unterfranken                                      | Aschaffenburg                        | Mainaschaff, Kleinostheim                           | 49° 59′ 16″ N, 9° 4′ 11″ O   | weitere Bilder                           | Baggersee |
| Maisinger See                                | 0,10          | Oberbayern                                        | Starnberg                            | Pöcking                                             | 47° 58′ 49″ N, 11° 16′ 51″ O | weitere Bilder                           | NSG Maisinger See |
| Maistättenweiher                             | 0,03          | Oberbayern                                        | Starnberg                            | Tutzing                                             | 47° 53′ 53″ N, 11° 12′ 19″ O | weitere Bilder                           | LSG |
| Mallertshofer See                            | 0,06          | Oberbayern                                        | München                              | Oberschleißheim                                     | 48° 15′ 53″ N, 11° 36′ 5″ O  | weitere Bilder                           | LSG, Baggersee |
| Mammendorfer See                             | 0,04          | Oberbayern                                        | Fürstenfeldbruck                     | Mammendorf                                          | 48° 12′ 4″ N, 11° 10′ 10″ O  | Mammendorfer See                         | Baggersee |
| Mandichosee                                  | 1,60          | Schwaben                                          | Aichach-Friedberg                    | Merching                                            | 48° 15′ 49″ N, 10° 56′ 6″ O  | weitere Bilder                           | Stausee |
| Mandlachsee                                  | 0,01          | Schwaben                                          | Aichach-Friedberg                    | Pöttmes                                             | 48° 33′ 9″ N, 11° 4′ 1″ O    | Mandlachsee                              | Stausee |
| Mantaweiher                                  | 0,01          | Mittelfranken                                     | Nürnberger Land                      | Burgthann                                           | 49° 20′ 22″ N, 11° 19′ 38″ O | weitere Bilder                           | LSG Schwarzachtal mit Nebentälern, künstliche Weiher |
| Meerhofsee                                   | 0,12          | Unterfranken                                      | Aschaffenburg                        | Alzenau                                             | 50° 5′ 6″ N, 9° 2′ 34″ O     | weitere Bilder                           | Baggersee |
| Mertsee                                      | 0,05          | Niederbayern                                      | Rottal-Inn                           | Eggenfelden                                         | 48° 24′ 24″ N, 12° 45′ 14″ O |                                          | Stausee |
| Messesee Riem                                | 0,02          | Oberbayern                                        | München                              | München                                             | 48° 8′ 6″ N, 11° 41′ 29″ O   | weitere Bilder                           | |
| Mittersee                                    | 0,14          | Oberbayern                                        | Traunstein                           | Ruhpolding, Reit im Winkl                           | 47° 41′ 26″ N, 12° 35′ 12″ O | weitere Bilder                           | |
| Mollsee                                      | 0,02          | Oberbayern                                        | München                              | München                                             | 48° 7′ 29″ N, 11° 31′ 50″ O  | weitere Bilder                           | Künstlich angelegter See im Münchner Westpark |
| Moorweiher                                   | 0,01          | Schwaben                                          | Oberallgäu                           | Oberstdorf                                          | 47° 23′ 43″ N, 10° 17′ 11″ O | weitere Bilder                           | |
| Mooshamer Weiher                             | 0,02          | Oberbayern                                        | Bad Tölz-Wolfratshausen              | Egling                                              | 47° 54′ 23″ N, 11° 31′ 30″ O | weitere Bilder                           | LSG Mooshamer Weiher, Stausee |
| Moosschwaiger Weiher                         | 0,01          | Oberbayern                                        | München                              | München                                             | 48° 9′ 26″ N, 11° 23′ 5″ O   | weitere Bilder                           | LSG, kleine Gruppe ehemaliger Fischteiche |
| Mückensee                                    | 0,03          | Oberbayern                                        | Dachau                               | Karlsfeld                                           | 48° 14′ 50″ N, 11° 29′ 24″ O | weitere Bilder                           | Baggersee |
| Murner See                                   | 0,94          | Oberpfalz                                         | Schwandorf                           | Schwarzenfeld, Wackersdorf                          | 49° 21′ 0″ N, 12° 12′ 13″ O  | weitere Bilder                           | Baggersee |
| Nagler See                                   | 0,06          | Oberfranken                                       | Wunsiedel im Fichtelgebirge          | Nagel                                               | 49° 58′ 48″ N, 11° 55′ 22″ O | weitere Bilder                           | Naturdenkmal Stausee |
| Neunersee                                    | 0,03          | Oberbayern                                        | Rosenheim                            | Raubling                                            | 47° 48′ 15″ N, 12° 8′ 6″ O   | Neunersee                                | LSG Inntal Süd, Baggersee |
| Neusee                                       | 0,09          | Oberbayern                                        | Weilheim-Schongau                    | Bernried am Starnberger See                         | 47° 51′ 23″ N, 11° 16′ 3″ O  |                                          | |
| Niedersonthofener See                        | 1,35          | Schwaben                                          | Oberallgäu                           | Waltenhofen                                         | 47° 38′ 3″ N, 10° 15′ 49″ O  | weitere Bilder                           | |
| Notzenweiher                                 | 0,06          | Schwaben                                          | Oberallgäu                           | Betzigau                                            | 47° 44′ 25″ N, 10° 27′ 21″ O | weitere Bilder                           | |
| Nußberger Weiher                             | 0,24          | Oberbayern                                        | Weilheim-Schongau                    | Seeshaupt                                           | 47° 50′ 31″ N, 11° 15′ 33″ O | Nußberger Weiher                         | |
| Oberegger Stausee                            | 0,40          | Schwaben                                          | Günzburg                             | Wiesenbach                                          | 48° 16′ 12″ N, 10° 19′ 2″ O  | weitere Bilder                           | NSG, Stausee |
| Oberer Gaisalpsee                            | 0,01          | Schwaben                                          | Oberallgäu                           | Oberstdorf                                          | 47° 25′ 21″ N, 10° 19′ 45″ O | weitere Bilder                           | LSG |
| Oberhauser See (Schönsee)                    | 0,01          | Oberbayern                                        | Weilheim-Schongau                    | Oberhausen                                          | 47° 46′ 34″ N, 11° 8′ 7″ O   |                                          | Toteissee |
| Oberhauser Weiher                            | 0,08          | Oberbayern                                        | Landsberg am Lech                    | Dießen am Ammersee                                  | 47° 57′ 15″ N, 10° 59′ 9″ O  | weitere Bilder                           | NSG |
| Oberpfälzer Seenland                         | 8,10          | Oberpfalz                                         | Schwandorf                           | Schwarzenfeld, Wackersdorf, Schwandorf u. a.        | 49° 16′ 44″ N, 12° 9′ 47″ O  | weitere Bilder                           | Seenplatte, Baggerseen |
| Oberrieder Weiher                            | 0,35          | Schwaben                                          | Günzburg                             | Breitenthal, Ebershausen                            | 48° 13′ 31″ N, 10° 17′ 55″ O | weitere Bilder                           | Baggersee |
| Obersee                                      | 0,57          | Oberbayern                                        | Berchtesgadener Land                 | Schönau am Königssee                                | 47° 31′ 4″ N, 12° 59′ 9″ O   | weitere Bilder                           | Nationalpark Berchtesgaden |
| Obinger See                                  | 0,31          | Oberbayern                                        | Traunstein                           | Obing                                               | 48° 0′ 11″ N, 12° 25′ 0″ O   | Obinger See                              | |
| Ölberger Weiher                              | 0,03          | Oberbayern                                        | Weilheim-Schongau                    | Rottenbuch                                          | 47° 43′ 48″ N, 10° 57′ 12″ O | weitere Bilder                           | Stausee |
| Ofenwaldsperre                               | 0,03          | Schwaben                                          | Oberallgäu                           | Sonthofen                                           | 47° 31′ 48″ N, 10° 18′ 14″ O | Vorsperre der Ofenwaldsperre             | Stausee |
| Oggenrieder Weiher                           | 0,01          | Schwaben                                          | Ostallgäu                            | Irsee                                               | 47° 54′ 43″ N, 10° 33′ 50″ O | weitere Bilder                           | |
| Olchinger See                                | 0,14          | Oberbayern                                        | Fürstenfeldbruck                     | Olching                                             | 48° 12′ 32″ N, 11° 21′ 24″ O | weitere Bilder                           | Baggersee |
| Olympiasee                                   | 0,09          | Oberbayern                                        | München                              | München                                             | 48° 10′ 25″ N, 11° 33′ 25″ O | weitere Bilder                           | künstlich angelegter See |
| Osterseen                                    | 2,24          | Oberbayern                                        | Weilheim-Schongau                    | Iffeldorf, Seeshaupt                                | 47° 46′ 58″ N, 11° 18′ 24″ O | weitere Bilder                           | NSG Osterseen, Seenplatte mit 23 Einzelseen |
| Östlicher Breitenauer See                    | 0,02          | Oberbayern                                        | Weilheim-Schongau                    | Iffeldorf                                           | 47° 47′ 44″ N, 11° 18′ 0″ O  |                                          | Toteissee, Teil der Osterseen, NSG Osterseen |
| Östlicher Mitterwehrsee                      | 0,05          | Unterfranken                                      | Kitzingen                            | Volkach, Astheim                                    | 49° 52′ 18″ N, 10° 12′ 22″ O |                                          | Baggersee |
| Pagodenburger See                            | 0,03          | Oberbayern                                        | München                              | München                                             | 48° 9′ 34″ N, 11° 29′ 35″ O  | weitere Bilder                           | LSG Nymphenburg, künstlich angelegter See im Schlosspark Nymphenburg                                                                                    |
| Pelhamer See                                 | 0,71          | Oberbayern                                        | Rosenheim                            | Bad Endorf                                          | 47° 56′ 1″ N, 12° 21′ 1″ O   |                                          | NSG, Teil der Eggstätt-Hemhofer Seenplatte |
| Perlsee                                      | 0,07          | Oberpfalz                                         | Cham                                 | Waldmünchen                                         | 49° 23′ 38″ N, 12° 42′ 2″ O  | weitere Bilder                           | Stausee |
| Pfeffersee                                   | 0,02          | Oberbayern                                        | Traunstein                           | Chieming                                            | 47° 53′ 19″ N, 12° 32′ 7″ O  | weitere Bilder                           | |
| Pfennigwöhr                                  | 0,10          | Unterfranken                                      | Kitzingen                            | Sommerach                                           | 49° 49′ 36″ N, 10° 11′ 48″ O |                                          | Baggersee |
| Pflegersee                                   | 0,02          | Oberbayern                                        | Garmisch-Partenkirchen               | Garmisch-Partenkirchen                              | 47° 31′ 13″ N, 11° 4′ 51″ O  | weitere Bilder                           | NSG, Stausee |
| Pilsensee                                    | 1,95          | Oberbayern                                        | Starnberg                            | Seefeld                                             | 48° 1′ 30″ N, 11° 11′ 31″ O  | weitere Bilder                           | LSG Westlicher Teil des Landkreises Starnberg, Südufer liegt im NSG Herrschinger Moos                                                                   |
| Plessenteich                                 | 0,23          | Schwaben                                          | Neu-Ulm                              | Neu-Ulm                                             | 48° 21′ 33″ N, 10° 2′ 54″ O  | weitere Bilder                           | Baggersee |
| Pollinger Weiher                             | 0,04          | Oberbayern                                        | Weilheim-Schongau                    | Obersöchering                                       | 47° 45′ 21″ N, 11° 14′ 39″ O | Pollinger Weiher                         | |
| Poschinger Weiher                            | 0,06          | Oberbayern                                        | München                              | Unterföhring                                        | 48° 12′ 7″ N, 11° 38′ 41″ O  |                                          | Baggersee |
| Pucher Meer                                  | 0,06          | Oberbayern                                        | Fürstenfeldbruck                     | Fürstenfeldbruck                                    | 48° 11′ 25″ N, 11° 14′ 1″ O  | Pucher Meer                              | Baggersee |
| Pumpspeicherkraftwerk Langenprozelten        | 0,12          | Unterfranken                                      | Main-Spessart                        | Gemünden am Main                                    | 50° 3′ 19″ N, 9° 35′ 16″ O   | weitere Bilder                           | Stausee |
| Pumpspeicherkraftwerk Warmatsgund            | 0,01          | Schwaben                                          | Oberallgäu                           | Oberstdorf                                          | 47° 20′ 47″ N, 10° 15′ 48″ O |                                          | Stausee |
| Rachelsee                                    | 0,06          | Niederbayern                                      | Freyung-Grafenau                     | Sankt Oswald-Riedlhütte                             | 48° 58′ 31″ N, 13° 24′ 6″ O  | weitere Bilder                           | |
| Radersdorfer Baggersee                       | 0,05          | Schwaben                                          | Aichach-Friedberg                    | Kühbach                                             | 48° 30′ 31″ N, 11° 9′ 36″ O  |                                          | Baggersee |
| Rannasee                                     | 0,20          | Niederbayern, Oberösterreich                      | Passau, Bezirk Rohrbach (Österreich) | Wegscheid                                           | 48° 34′ 5″ N, 13° 45′ 38″ O  | weitere Bilder                           | Stausee |
| Rappensee                                    | 0,02          | Schwaben                                          | Oberallgäu                           | Oberstdorf                                          | 47° 17′ 10″ N, 10° 15′ 8″ O  | weitere Bilder                           | |
| Rechenauer See                               | 00,025        | Oberbayern                                        | Rosenheim                            | Oberaudorf                                          | 47° 38′ 36″ N, 12° 11′ 38″ O | weitere Bilder                           | LSG Inntal Süd, Baggersee |
| Regattaparksee                               | 0,15          | Oberbayern                                        | München, München                     | München, Oberschleißheim                            | 48° 14′ 32″ N, 11° 31′ 17″ O | weitere Bilder                           | Baggersee |
| Regattastrecke Oberschleißheim               | 0,31          | Oberbayern                                        | München, München                     | München, Oberschleißheim                            | 48° 14′ 36″ N, 11° 30′ 58″ O | weitere Bilder                           | künstlich angelegter See |
| Regener See                                  | 0,17          | Niederbayern                                      | Regen                                | Regen                                               | 48° 58′ 41″ N, 13° 9′ 16″ O  |                                          | Stausee |
| Reifinger See                                | 0,02          | Oberbayern                                        | Traunstein                           | Grassau                                             | 47° 46′ 26″ N, 12° 27′ 39″ O | weitere Bilder                           | Baggersee |
| Reschbachklause                              | 0,01          | Niederbayern                                      | Freyung-Grafenau                     | Gemeindefreies Gebiet Mauther Forst                 | 48° 57′ 49″ N, 13° 33′ 49″ O | weitere Bilder                           | Nationalpark Bayerischer Wald, Stausee |
| Rettenberger Weiher                          | 0,02          | Oberbayern                                        | Weilheim-Schongau                    | Iffeldorf                                           | 47° 46′ 20″ N, 11° 20′ 36″ O |                                          | unterer Weiher beim Bau der A95 zugeschüttet |
| Rettensee                                    | 0,01          | Oberbayern                                        | Bad Tölz-Wolfratshausen              | Benediktbeuern                                      | 47° 41′ 20″ N, 11° 22′ 9″ O  |                                          | Teil der Loisach-Kochelsee-Moore |
| Riederecksee                                 | 0,01          | Oberbayern                                        | Miesbach                             | Rottach-Egern                                       | 47° 38′ 26″ N, 11° 48′ 33″ O | weitere Bilder                           | |
| Riederner Weiher (auch Zwinkweiher)          | 0,03          | Oberbayern                                        | Weilheim-Schongau                    | Sindelsdorf                                         | 47° 44′ 18″ N, 11° 21′ 34″ O | weitere Bilder                           | LSG |
| Riegsee                                      | 1,97          | Oberbayern                                        | Garmisch-Partenkirchen               | Murnau, Spatzenhausen, Riegsee                      | 47° 42′ 11″ N, 11° 13′ 21″ O | weitere Bilder                           | LSG Schutz von Landschaftsräumen am Riegsee |
| Riemer See                                   | 0,08          | Oberbayern                                        | München                              | München                                             | 48° 7′ 35″ N, 11° 42′ 25″ O  | weitere Bilder                           | künstlich angelegter See |
| Rießersee                                    | 0,03          | Oberbayern                                        | Garmisch-Partenkirchen               | Garmisch-Partenkirchen                              | 47° 28′ 41″ N, 11° 4′ 49″ O  | weitere Bilder                           | |
| Rinssee                                      | 0,40          | Oberbayern                                        | Rosenheim                            | Vogtareuth, Söchtenau                               | 47° 54′ 46″ N, 12° 12′ 10″ O | weitere Bilder                           | LSG Inschutznahme des Hofstätter- und Rinssees |
| Röhrensee                                    | 0,02          | Oberfranken                                       | Bayreuth                             | Bayreuth                                            | 49° 55′ 59″ N, 11° 34′ 23″ O | weitere Bilder                           | |
| Röthensteiner See                            | 0,01          | Oberbayern                                        | Miesbach                             | Rottach-Egern                                       | 47° 38′ 22″ N, 11° 47′ 33″ O | weitere Bilder                           | LSG |
| Rohrmooser Weiher                            | 0,02          | Oberbayern                                        | Weilheim-Schongau                    | Seeshaupt                                           | 47° 47′ 18″ N, 11° 16′ 29″ O |                                          | |
| Rohrsee                                      | 0,03          | Oberbayern                                        | Bad Tölz-Wolfratshausen              | Kochel am See                                       | 47° 40′ 58″ N, 11° 21′ 20″ O | weitere Bilder                           | Teil der Loisach-Kochelsee-Moore |
| Rothsee                                      | 1,60          | Mittelfranken                                     | Roth                                 | Allersberg                                          | 49° 13′ 13″ N, 11° 11′ 3″ O  | weitere Bilder                           | Stausee |
| Rothsee                                      | 0,11          | Schwaben                                          | Augsburg                             | Zusmarshausen                                       | 48° 23′ 48″ N, 10° 36′ 52″ O | weitere Bilder                           | Stausee |
| Rottachsee                                   | 2,82          | Schwaben                                          | Oberallgäu                           | Sulzberg, Oy-Mittelberg                             | 47° 38′ 41″ N, 10° 23′ 7″ O  | weitere Bilder                           | Stausee |
| Rottauensee                                  | 0,54          | Niederbayern                                      | Rottal-Inn                           | Postmünster                                         | 48° 25′ 21″ N, 12° 53′ 37″ O | weitere Bilder                           | Stausee |
| Rußweiher                                    | 0,55          | Oberpfalz                                         | Neustadt an der Waldnaab             | Eschenbach in der Oberpfalz                         | 49° 46′ 0″ N, 11° 47′ 13″ O  | Rußweiher                                | NSG, Teil der Eschenbacher Weiherplatte |
| Rudufersee                                   | 0,17          | Oberfranken                                       | Lichtenfels                          | Michelau in Oberfranken                             | 50° 9′ 36″ N, 11° 7′ 52″ O   |                                          | Baggersee |
| Saalachsee                                   | 0,50          | Oberbayern                                        | Berchtesgadener Land                 | Schneizlreuth                                       | 47° 42′ 33″ N, 12° 51′ 29″ O | weitere Bilder                           | Stausee |
| Sachensee                                    | 0,04          | Oberbayern                                        | Garmisch-Partenkirchen               | Wallgau                                             | 47° 32′ 14″ N, 11° 17′ 1″ O  | weitere Bilder                           | Stausee |
| Sachsenrieder Weiher                         | 0,06          | Schwaben                                          | Oberallgäu                           | Dietmannsried                                       | 47° 50′ 6″ N, 10° 14′ 4″ O   | weitere Bilder                           | LSG |
| Sameisterweiher                              | 0,30          | Schwaben                                          | Ostallgäu                            | Roßhaupten                                          | 47° 41′ 8″ N, 10° 44′ 40″ O  | weitere Bilder                           | |
| Sarchinger Weiher                            | 0,28          | Oberpfalz                                         | Regensburg                           | Barbing                                             | 49° 0′ 35″ N, 12° 15′ 4″ O   | weitere Bilder                           | Baggersee |
| Satzdorfer See                               | 0,23          | Oberpfalz                                         | Cham                                 | Runding                                             | 49° 13′ 6″ N, 12° 42′ 6″ O   | weitere Bilder                           | Baggersee |
| Schachensee                                  | 0,01          | Oberbayern                                        | Garmisch-Partenkirchen               | Garmisch-Partenkirchen                              | 47° 25′ 26″ N, 11° 7′ 11″ O  | weitere Bilder                           | NSG |
| Schafirrsee                                  | 0,11          | Oberbayern                                        | Ingolstadt                           | Ingolstadt                                          | 48° 44′ 28″ N, 11° 20′ 1″ O  | weitere Bilder                           | teilweise SG, Baggersee |
| Schiffhüttensee                              | 0,01          | Oberbayern                                        | Weilheim-Schongau                    | Iffeldorf                                           | 47° 46′ 26″ N, 11° 19′ 4″ O  | weitere Bilder                           | Toteissee, Teil der Osterseen, NSG Osterseen |
| Schillersberger Weiher                       | 0,08          | Oberbayern                                        | Weilheim-Schongau                    | Antdorf                                             | 47° 46′ 34″ N, 11° 16′ 12″ O |                                          | Toteissee |
| Schindlberger See                            | 00,015        | Oberbayern                                        | Rosenheim                            | Oberaudorf                                          | 47° 40′ 31″ N, 12° 10′ 5″ O  | weitere Bilder                           | LSG Inntal Süd, Baggersee |
| Schergenweiher                               | 0,03          | Oberbayern                                        | Weilheim-Schongau                    | Bernried am Starnberger See                         | 47° 51′ 50″ N, 11° 15′ 33″ O |                                          | |
| Schlappoltsee                                | 0,01          | Schwaben                                          | Oberallgäu                           | Oberstdorf                                          | 47° 21′ 3″ N, 10° 13′ 36″ O  | weitere Bilder                           | NSG |
| Schliersee                                   | 2,22          | Oberbayern                                        | Miesbach                             | Schliersee                                          | 47° 43′ 28″ N, 11° 51′ 39″ O | weitere Bilder                           | LSG Schutz des Schliersees und seiner Umgebung |
| Schlingener See                              | 0,40          | Schwaben                                          | Unterallgäu, Ostallgäu               | Bad Wörishofen, Rieden                              | 47° 57′ 27″ N, 10° 37′ 56″ O |                                          | Stausee |
| Schloßsee                                    | 0,27          | Oberbayern                                        | Rosenheim                            | Bad Endorf                                          | 47° 54′ 50″ N, 12° 20′ 43″ O | weitere Bilder                           | NSG, Teil der Eggstätt-Hemhofer Seenplatte |
| Schlossweiher                                | 0,05          | Schwaben                                          | Ostallgäu                            | Eisenberg                                           | 47° 36′ 51″ N, 10° 34′ 51″ O | weitere Bilder                           | LSG, Stausee |
| Schlossweiher                                | 0,02          | Oberbayern                                        | Bad Tölz-Wolfratshausen              | Lenggries                                           | 47° 40′ 31″ N, 11° 35′ 26″ O | weitere Bilder                           | LSG |
| Schmalensee                                  | 0,23          | Oberbayern                                        | Garmisch-Partenkirchen               | Mittenwald                                          | 47° 27′ 49″ N, 11° 15′ 49″ O | weitere Bilder                           | |
| Schmölzersee                                 | 0,01          | Oberbayern                                        | Garmisch-Partenkirchen               | Garmisch-Partenkirchen                              | 47° 30′ 36″ N, 11° 5′ 10″ O  |                                          | |
| Schmutterweiher                              | 0,25          | Schwaben                                          | Ostallgäu                            | Roßhaupten                                          | 47° 40′ 30″ N, 10° 45′ 32″ O | weitere Bilder                           | LSG |
| Schönauer Weiher                             | 0,02          | Oberbayern                                        | Bad Tölz-Wolfratshausen              | Bad Heilbrunn                                       | 47° 45′ 8″ N, 11° 27′ 3″ O   | weitere Bilder                           | ND |
| Schöngrundsee                                | 0,02          | Oberfranken                                       | Bayreuth                             | Pottenstein                                         | 49° 45′ 34″ N, 11° 24′ 53″ O | weitere Bilder                           | NaP, Stausee |
| Schrecksee                                   | 0,10          | Schwaben                                          | Oberallgäu                           | Bad Hindelang                                       | 47° 26′ 13″ N, 10° 27′ 50″ O | weitere Bilder                           | NSG |
| Schwabelsberger Weiher                       | 0,04          | Schwaben                                          | Kempten                              | Kempten                                             | 47° 44′ 30″ N, 10° 17′ 25″ O | weitere Bilder                           | LSG, 3 zusammenhängende Weiher |
| Schwabinger See                              | 0,03          | Oberbayern                                        | München                              | München                                             | 48° 10′ 19″ N, 11° 35′ 23″ O | weitere Bilder                           | künstlich angelegter See |
| Schwabweiher                                 | 0,02          | Oberbayern                                        | Weilheim-Schongau                    | Seeshaupt                                           | 47° 50′ 23″ N, 11° 15′ 52″ O | Schwabweiher                             | |
| Schwaigsee                                   | 0,06          | Oberbayern                                        | Weilheim-Schongau                    | Wildsteig                                           | 47° 42′ 27″ N, 10° 57′ 20″ O | weitere Bilder                           | NSG |
| Schwaltenweiher                              | 0,30          | Schwaben                                          | Ostallgäu                            | Rückholz                                            | 47° 38′ 50″ N, 10° 34′ 33″ O | weitere Bilder                           | Stausee |
| Schwansee                                    | 0,17          | Schwaben                                          | Ostallgäu                            | Schwangau                                           | 47° 33′ 29″ N, 10° 43′ 9″ O  | weitere Bilder                           | |
| Schwarzenberger Weiher                       | 0,10          | Schwaben                                          | Oberallgäu                           | Oy-Mittelberg                                       | 47° 39′ 31″ N, 10° 27′ 3″ O  | weitere Bilder                           | LSG |
| Schwarzer Weiher                             | 0,01          | Oberfranken                                       | Wunsiedel im Fichtelgebirge          | Bad Weißenstadt                                     | 50° 4′ 56″ N, 11° 53′ 29″ O  | Schwarzer Weiher                         | LSG |
| Seacht’n                                     | 0,03          | Oberbayern                                        | Starnberg                            | Andechs                                             | 47° 57′ 39″ N, 11° 12′ 33″ O | weitere Bilder                           | LSG Westlicher Teil des Landkreises Starnberg |
| See am Langen Köchel                         | 0,08          | Oberbayern                                        | Garmisch-Partenkirchen               | Murnau am Staffelsee                                | 47° 37′ 50″ N, 11° 9′ 2″ O   | weitere Bilder                           | LB, geflutete Steinabbaugrube |
| See im Schönramer Moor                       | 0,05          | Oberbayern                                        | Traunstein                           | Petting                                             | 47° 53′ 56″ N, 12° 51′ 4″ O  | weitere Bilder                           | FFH-Gebiet |
| See in der Allacher Lohe                     | 0,05          | Oberbayern                                        | München                              | München                                             | 48° 11′ 59″ N, 11° 29′ 24″ O | weitere Bilder                           | NSG, Baggersee |
| Seealpsee                                    | 0,08          | Schwaben                                          | Oberallgäu                           | Oberstdorf                                          | 47° 23′ 56″ N, 10° 20′ 24″ O | weitere Bilder                           | |
| Seehamer See                                 | 1,47          | Oberbayern                                        | Miesbach                             | Weyarn                                              | 47° 50′ 54″ N, 11° 51′ 27″ O | weitere Bilder                           | Stausee, LSG Seehamer See mit Wattersdorfer Moor |
| Seeleinsee                                   | 0,01          | Oberbayern                                        | Berchtesgadener Land                 | Schönau am Königssee                                | 47° 32′ 16″ N, 13° 1′ 47″ O  | weitere Bilder                           | Nationalpark Berchtesgaden |
| Seeoner Seen                                 | 0,78          | Oberbayern                                        | Traunstein                           | Seeon-Seebruck, Obing                               | 47° 58′ 35″ N, 12° 26′ 50″ O | weitere Bilder                           | NSG, Seenplatte mit 7 Einzelseen |
| Seestaller Weiher                            | 0,03          | Oberbayern                                        | Bad Tölz-Wolfratshausen              | Dietramszell                                        | 47° 48′ 53″ N, 11° 34′ 41″ O | Seestaller Weiher                        | ND |
| Sengsee                                      | 0,05          | Oberbayern                                        | Weilheim-Schongau                    | Iffeldorf                                           | 47° 46′ 33″ N, 11° 18′ 59″ O | weitere Bilder                           | Toteissee, Teil der Osterseen, NSG Osterseen |
| Silbersee                                    | 0,55          | Oberpfalz                                         | Cham                                 | Tiefenbach, Treffelstein                            | 49° 24′ 39″ N, 12° 36′ 1″ O  | weitere Bilder                           | Stausee |
| Simssee                                      | 6,49          | Oberbayern                                        | Rosenheim                            | Bad Endorf, Stephanskirchen                         | 47° 52′ 35″ N, 12° 14′ 33″ O | weitere Bilder                           | LSG Schutz des Simssees und seiner Umgebung, teilweise NSG Südufer des Simssees                                                                         |
| Soiernseen                                   | 0,06          | Oberbayern                                        | Garmisch-Partenkirchen               | Mittenwald                                          | 47° 29′ 27″ N, 11° 20′ 58″ O | weitere Bilder                           | |
| Soinsee                                      | 0,05          | Oberbayern                                        | Miesbach                             | Bayrischzell                                        | 47° 39′ 1″ N, 11° 57′ 19″ O  | weitere Bilder                           | LSG Rotwand |
| Sonderhamer Weiher                           | 0,04          | Oberbayern                                        | Bad Tölz-Wolfratshausen              | Münsing                                             | 47° 52′ 14″ N, 11° 23′ 1″ O  | weitere Bilder                           | Stausee |
| Soyensee                                     | 0,44          | Oberbayern                                        | Rosenheim                            | Soyen                                               | 48° 6′ 22″ N, 12° 12′ 8″ O   | weitere Bilder                           | LSG |
| Spitzingsee                                  | 0,28          | Oberbayern                                        | Miesbach                             | Schliersee                                          | 47° 39′ 49″ N, 11° 53′ 7″ O  | weitere Bilder                           | LSG Schutz des Spitzingsees und seiner Umgebung |
| Staffelsee                                   | 7,66          | Oberbayern                                        | Garmisch-Partenkirchen               | Seehausen                                           | 47° 41′ 18″ N, 11° 9′ 20″ O  | weitere Bilder                           | LSG Schutz des Staffelseegebietes, teilweise NSG Westlicher Staffelsee mit angrenzenden Mooren                                                          |
| Stallauer Weiher                             | 0,23          | Oberbayern                                        | Bad Tölz-Wolfratshausen              | Wackersberg                                         | 47° 45′ 0″ N, 11° 29′ 46″ O  | weitere Bilder                           | Stausee |
| Starnberger See                              | 56,360        | Oberbayern                                        | Starnberg                            | Gemeindefreies Gebiet                               | 47° 54′ 37″ N, 11° 18′ 44″ O | weitere Bilder                           | LSG Starnberger See und westlich angrenzende Gebiete |
| Stausee Bertoldsheim                         | 1,09          | Oberbayern                                        | Neuburg-Schrobenhausen               | Rennertshofen                                       | 48° 44′ 8″ N, 11° 0′ 40″ O   | weitere Bilder                           | LSG, Stausee |
| Stausee (Riedelsbach)                        | [0]0,02       | Niederbayern                                      | Freyung-Grafenau                     | Neureichenau                                        | 48° 2′ 51″ N, 10° 41′ 24″ O  |                                          | Stausee |
| Stausee Freyung                              | 0,02          | Niederbayern                                      | Freyung-Grafenau                     | Freyung                                             | 48° 48′ 46″ N, 13° 31′ 48″ O | Stausee Freyung                          | LSG, Stausee |
| Stausee Gfallermühle                         | 0,01          | Oberbayern                                        | Rosenheim                            | Kiefersfelden                                       | 47° 37′ 57″ N, 12° 9′ 50″ O  | weitere Bilder                           | LSG Inschutznahme des Gebietes Mühlau-Schöffau, Stausee                                                                                                 |
| Stausee Oberilzmühle                         | 0,10          | Niederbayern                                      | Passau, Passau                       | Salzweg, Tiefenbach, Passau                         | 48° 36′ 41″ N, 13° 26′ 31″ O | weitere Bilder                           | Stausee |
| Stechsee                                     | 0,08          | Oberbayern                                        | Weilheim-Schongau                    | Seeshaupt                                           | 47° 48′ 21″ N, 11° 17′ 56″ O | weitere Bilder                           | Toteissee, Teil der Osterseen, NSG Osterseen |
| Steinberger See                              | 1,84          | Oberpfalz                                         | Schwandorf                           | Steinberg am See                                    | 49° 16′ 47″ N, 12° 9′ 45″ O  | weitere Bilder                           | Baggersee |
| Steinsee                                     | 0,21          | Oberbayern                                        | Ebersberg                            | Moosach                                             | 48° 1′ 18″ N, 11° 51′ 46″ O  | weitere Bilder                           | LSG Steinsee, Moosach, Doblbach, Brucker Moos und Umgebung                                                                                              |
| Stempflesee                                  | 0,01          | Schwaben                                          | Augsburg                             | Augsburg                                            | 48° 20′ 22″ N, 10° 55′ 3″ O  | weitere Bilder                           | NSG, künstlich angelegter See |
| Stettner See                                 | 0,04          | Oberbayern                                        | Rosenheim                            | Rimsting                                            | 47° 53′ 37″ N, 12° 21′ 22″ O | weitere Bilder                           | NSG Eggstätt-Hemhofer Seenplatte |
| Stocksee                                     | 0,02          | Oberbayern                                        | Weilheim-Schongau                    | Penzberg                                            | 47° 46′ 0″ N, 11° 22′ 34″ O  | Stocksee                                 | zur Fischzucht angelegter Weiher |
| Storchenmoosweiher                           | 0,01          | Oberbayern                                        | Weilheim-Schongau                    | Steingaden                                          | 47° 42′ 29″ N, 10° 51′ 9″ O  |                                          | |
| Strangenweiher                               | 0,02          | Oberbayern                                        | Weilheim-Schongau                    | Penzberg                                            | 47° 45′ 56″ N, 11° 20′ 41″ O |                                          | zur Fischzucht angelegter Weiher |
| Streitberger Weiher                          | 0,06          | Oberbayern                                        | Weilheim-Schongau                    | Antdorf                                             | 47° 47′ 2″ N, 11° 16′ 2″ O   | Streitberger Weiher                      | künstlicher See |
| Stuibensee                                   | 0,01          | Oberbayern                                        | Garmisch-Partenkirchen               | Garmisch-Partenkirchen                              | 47° 25′ 39″ N, 11° 3′ 52″ O  | weitere Bilder                           | |
| Sulzberger See                               | 0,33          | Schwaben                                          | Oberallgäu                           | Sulzberg                                            | 47° 40′ 45″ N, 10° 20′ 16″ O | weitere Bilder                           | LSG, Geotop |
| Surspeicher                                  | 0,67          | Oberbayern                                        | Berchtesgadener Land, Traunstein     | Teisendorf, Petting                                 | 47° 52′ 40″ N, 12° 49′ 24″ O | weitere Bilder                           | Stausee |
| Suttensee                                    | 0,01          | Oberbayern                                        | Miesbach                             | Rottach-Egern                                       | 47° 38′ 50″ N, 11° 50′ 19″ O | Suttensee.JPG                            | |
| Sylvensteinsee                               | 3,92          | Oberbayern                                        | Bad Tölz-Wolfratshausen              | Lenggries                                           | 47° 34′ 40″ N, 11° 32′ 28″ O | weitere Bilder                           | LSG Sylvensteinsee und oberes Isartal, Stausee |
| Tachinger See                                | 2,36          | Oberbayern                                        | Traunstein                           | Gemeindefreies Gebiet                               | 47° 58′ 14″ N, 12° 44′ 38″ O | weitere Bilder                           | LSG Schutz des Waginger und Tachinger Sees und der umliegenden Landschaft                                                                               |
| Taferlsee                                    | 0,01          | Niederbayern                                      | Passau                               | Vilshofen an der Donau                              | 48° 36′ 30″ N, 13° 8′ 33″ O  | Taferlsee                                | Vils-Engtal |
| Taubensee                                    | 0,04          | Oberbayern                                        | Traunstein                           | Unterwössen                                         | 47° 41′ 47″ N, 12° 25′ 36″ O | Taubensee                                | |
| Taubensee                                    | 0,03          | Oberbayern                                        | Berchtesgadener Land                 | Ramsau bei Berchtesgaden                            | 47° 37′ 55″ N, 12° 51′ 51″ O | weitere Bilder                           | Naturdenkmal, Geotop |
| Taxetweiher                                  | 0,02          | Oberbayern                                        | München                              | Ismaning                                            | 48° 12′ 59″ N, 11° 40′ 41″ O | weitere Bilder                           | Baggersee |
| Tegernsee                                    | 8,90          | Oberbayern                                        | Miesbach                             | Tegernsee                                           | 47° 43′ 10″ N, 11° 44′ 22″ O | weitere Bilder                           | LSG Schutz des Tegernsees und Umgebung |
| Teilwöhr                                     | 0,07          | Unterfranken                                      | Kitzingen                            | Sommerach                                           | 49° 49′ 25″ N, 10° 12′ 26″ O |                                          | Baggersee |
| Thanninger Weiher                            | 0,11          | Oberbayern                                        | Bad Tölz-Wolfratshausen              | Egling                                              | 47° 55′ 16″ N, 11° 33′ 31″ O | weitere Bilder                           | 3 zur Fischzucht angelegte Weiher |
| Thumsee                                      | 0,14          | Oberbayern                                        | Berchtesgadener Land                 | Bad Reichenhall                                     | 47° 43′ 9″ N, 12° 49′ 40″ O  | weitere Bilder                           | LSG, teilweise NSG |
| Tinninger See                                | 0,26          | Oberbayern                                        | Rosenheim                            | Riedering                                           | 47° 49′ 28″ N, 12° 12′ 20″ O | weitere Bilder                           | |
| Trausnitztalsperre                           | 0,37          | Oberpfalz                                         | Schwandorf                           | Trausnitz                                           | 49° 31′ 20″ N, 12° 16′ 56″ O | weitere Bilder                           | Stausee |
| Trebgastsee                                  | 0,07          | Oberfranken                                       | Kulmbach                             | Trebgast                                            | 50° 3′ 25″ N, 11° 32′ 31″ O  | Trebgastsee                              | künstlich angelegter See |
| Trinkwassertalsperre Frauenau                | 0,94          | Niederbayern                                      | Regen                                | Frauenau                                            | 49° 0′ 41″ N, 13° 20′ 34″ O  | weitere Bilder                           | Stausee |
| Trinkwassertalsperre Mauthaus                | 0,92          | Oberfranken                                       | Kronach                              | Nordhalben, Steinwiesen, Tschirn                    | 50° 19′ 45″ N, 11° 29′ 24″ O | weitere Bilder                           | Stausee |
| Trollweiher                                  | 0,08          | Schwaben                                          | Ostallgäu                            | Rückholz                                            | 47° 39′ 56″ N, 10° 33′ 55″ O | weitere Bilder                           | LSG |
| Tüttensee                                    | 0,11          | Oberbayern                                        | Traunstein                           | Grabenstätt                                         | 47° 50′ 48″ N, 12° 34′ 6″ O  | weitere Bilder                           | LSG Tüttensee |
| Unterer Gaisalpsee                           | 0,04          | Schwaben                                          | Oberallgäu                           | Oberstdorf                                          | 47° 25′ 38″ N, 10° 19′ 21″ O | weitere Bilder                           | LSG |
| Unterschleißheimer See                       | 0,08          | Oberbayern                                        | München                              | Unterschleißheim                                    | 48° 9′ 20″ N, 11° 44′ 20″ O  | weitere Bilder                           | LSG Dachauer Moos, Baggersee |
| Untreusee                                    | 0,60          | Oberfranken                                       | Hof                                  | Hof                                                 | 50° 16′ 53″ N, 11° 54′ 36″ O | weitere Bilder                           | Stausee |
| Ursee                                        | 0,02          | Oberbayern                                        | Weilheim-Schongau                    | Seeshaupt                                           | 47° 49′ 1″ N, 11° 18′ 20″ O  |                                          | Toteissee, Teil der Osterseen, NSG Osterseen |
| Valznerweiher                                | 0,04          | Mittelfranken                                     | Nürnberg                             | Nürnberg                                            | 49° 26′ 17″ N, 11° 8′ 4″ O   | weitere Bilder                           | |
| Vilstalsee                                   | 0,98          | Niederbayern                                      | Dingolfing-Landau                    | Marklkofen, Reisbach                                | 48° 34′ 2″ N, 12° 35′ 7″ O   | weitere Bilder                           | Stausee, Naturschutzgebiet |
| Wagenbrüchsee (Geroldsee)                    | 0,11          | Oberbayern                                        | Garmisch-Partenkirchen               | Krün                                                | 47° 29′ 33″ N, 11° 13′ 19″ O | Wagenbrüchsee (Geroldsee)                | See mit Badestelle |
| Waginger See                                 | 6,61          | Oberbayern                                        | Traunstein                           | Gemeindefreies Gebiet                               | 47° 56′ 17″ N, 12° 46′ 27″ O | weitere Bilder                           | LSG Schutz des Waginger und Tachinger Sees und der umliegenden Landschaft                                                                               |
| Walchensee                                   | 16,270        | Oberbayern                                        | Bad Tölz-Wolfratshausen              | Kochel am See                                       | 47° 35′ 41″ N, 11° 20′ 46″ O | weitere Bilder                           | LSG Walchensee, Naturschutzgebiet Insel Sassau im Walchensee                                                                                            |
| Waldschwaigsee                               | 0,09          | Oberbayern                                        | Dachau                               | Karlsfeld                                           | 48° 13′ 31″ N, 11° 26′ 16″ O | weitere Bilder                           | Baggersee |
| Waldsee                                      | 0,04          | Schwaben                                          | Lindau (Bodensee)                    | Lindenberg im Allgäu                                | 47° 36′ 11″ N, 9° 52′ 12″ O  | weitere Bilder                           | LSG Waldsee bei Lindenberg im Allgäu und Umgebung, Stausee                                                                                              |
| Waldweiher                                   | 0,07          | Oberbayern                                        | Bad Tölz-Wolfratshausen              | Dietramszell                                        | 47° 50′ 44″ N, 11° 36′ 21″ O | weitere Bilder                           | künstlich angelegter Weiher |
| Walkweiher                                   | 0,13          | Mittelfranken                                     | Ansbach                              | Dinkelsbühl                                         | 49° 3′ 17″ N, 10° 19′ 32″ O  |                                          | |
| Weiher im Loichingermoos                     | 0,12          | Niederbayern                                      | Dingolfing-Landau                    | Loiching                                            | 48° 38′ 30″ N, 12° 24′ 55″ O |                                          | Seenplatte mit 8 Baggerseen |
| Weihertannensee                              | 0,05          | Unterfranken                                      | Aschaffenburg                        | Kahl am Main                                        | 50° 5′ 16″ N, 9° 0′ 13″ O    | weitere Bilder                           | Baggersee, Teil der Kahler Seenplatte |
| Weißensee                                    | 1,35          | Schwaben                                          | Ostallgäu                            | Füssen                                              | 47° 34′ 14″ N, 10° 38′ 9″ O  | weitere Bilder                           | |
| Weißenstädter See                            | 0,48          | Oberfranken                                       | Wunsiedel im Fichtelgebirge          | Bad Weißenstadt                                     | 50° 6′ 12″ N, 11° 52′ 41″ O  | weitere Bilder                           | Stausee |
| Weitmannsee                                  | 0,33          | Schwaben                                          | Aichach-Friedberg                    | Kissing                                             | 48° 17′ 19″ N, 10° 57′ 3″ O  | weitere Bilder                           | Baggersee |
| Weitsee                                      | 0,64          | Oberbayern                                        | Traunstein                           | Reit im Winkl                                       | 47° 41′ 2″ N, 12° 33′ 55″ O  | weitere Bilder                           | NSG |
| Weitsee                                      | 0,05          | Oberbayern                                        | Traunstein                           | Schnaitsee                                          | 48° 3′ 38″ N, 12° 22′ 10″ O  |                                          | Wird als Badesee und zum Angeln genutzt |
| Weßlinger See                                | 0,17          | Oberbayern                                        | Starnberg                            | Weßling                                             | 48° 4′ 25″ N, 11° 15′ 5″ O   | weitere Bilder                           | LSG Westlicher Teil des Landkreises Starnberg |
| Westlicher Breitenauer See                   | 0,06          | Oberbayern                                        | Weilheim-Schongau                    | Iffeldorf                                           | 47° 47′ 43″ N, 11° 17′ 47″ O |                                          | Toteissee, Teil der Osterseen, NSG Osterseen |
| Westlicher Mitterwehrsee                     | 0,06          | Unterfranken                                      | Kitzingen                            | Volkach, Astheim                                    | 49° 52′ 21″ N, 10° 12′ 6″ O  |                                          | Baggersee |
| Westsee                                      | 0,01          | Oberbayern                                        | München                              | München                                             | 48° 7′ 21″ N, 11° 30′ 42″ O  | weitere Bilder                           | Künstlich angelegter See im Münchner Westpark |
| Widdersberger Weiher                         | 0,02          | Oberbayern                                        | Starnberg                            | Herrsching am Ammersee                              | 48° 1′ 7″ N, 11° 11′ 46″ O   | weitere Bilder                           | LSG Westlicher Teil des Landkreises Starnberg, Stausee                                                                                                  |
| Widdumer Weiher                              | 0,07          | Schwaben                                          | Oberallgäu                           | Waltenhofen                                         | 47° 37′ 51″ N, 10° 18′ 14″ O | weitere Bilder                           | NSG |
| Wildensee                                    | 0,02          | Oberbayern                                        | Garmisch-Partenkirchen               | Mittenwald                                          | 47° 27′ 25″ N, 11° 14′ 17″ O | weitere Bilder                           | |
| Wildsee                                      | 0,02          | Oberbayern                                        | Weilheim-Schongau                    | Wildsteig                                           | 47° 40′ 0″ N, 10° 57′ 23″ O  | Wildsee                                  | NSG Wildseefilz |
| Windachspeicher                              | 0,15          | Oberbayern                                        | Landsberg am Lech                    | Hofstetten, Finning                                 | 48° 0′ 2″ N, 11° 0′ 30″ O    | weitere Bilder                           | LSG Landschaftsteile um den Windachspeicher, Stausee |
| Wöhrder See                                  | 0,52          | Mittelfranken                                     | Nürnberg                             | Nürnberg                                            | 49° 27′ 22″ N, 11° 6′ 24″ O  | weitere Bilder                           | Stausee |
| Wöhrsee                                      | 0,09          | Oberbayern                                        | Altötting                            | Burghausen                                          | 49° 24′ 39″ N, 12° 36′ 1″ O  | weitere Bilder                           | LSG Salzachtal, Stausee |
| Wörther See                                  | 0,37          | Niederbayern                                      | Dingolfing-Landau, Landshut          | Niederviehbach, Wörth an der Isar                   | 48° 37′ 42″ N, 12° 21′ 41″ O | weitere Bilder                           | Baggersee |
| Wörthsee                                     | 4,34          | Oberbayern                                        | Starnberg                            | Wörthsee, Inning, Seefeld                           | 48° 3′ 38″ N, 11° 10′ 58″ O  | weitere Bilder                           | LSG Westlicher Teil des Landkreises Starnberg |
| Wössener See                                 | 0,04          | Oberbayern                                        | Traunstein                           | Unterwössen                                         | 47° 43′ 35″ N, 12° 28′ 17″ O | weitere Bilder                           | Stausee |
| Wolfelsee                                    | 0,01          | Oberbayern                                        | Weilheim-Schongau                    | Iffeldorf                                           | 47° 46′ 40″ N, 11° 18′ 54″ O |                                          | Toteissee, Teil der Osterseen, NSG Osterseen |
| Zeller See                                   | 0,08          | Oberbayern                                        | Neuburg-Schrobenhausen               | Neuburg an der Donau                                | 48° 42′ 16″ N, 11° 14′ 18″ O | Zeller See                               | Baggersee |
| Zellsee                                      | 1,00          | Oberbayern                                        | Weilheim-Schongau                    | Wessobrunn                                          | 47° 51′ 47″ N, 11° 3′ 50″ O  | Zellsee                                  | Etwa 40 zur Fischzucht angelegte Teiche |
| Zeltnerweiher                                | 0,02          | Mittelfranken                                     | Nürnberg                             | Nürnberg                                            | 49° 26′ 49″ N, 11° 6′ 35″ O  | weitere Bilder                           | Stausee |
| Zwingsee                                     | 0,02          | Oberbayern                                        | Landkreis Traunstein                 | Inzell                                              | 47° 45′ 1″ N, 12° 45′ 4″ O   | weitere Bilder                           | |

Anmerkungen
1. ↑  
Die territorialen Grenzen im Bodensee wurden völkerrechtlich nicht festgelegt, siehe Territoriale Zugehörigkeit des Bodensees. Daher kann auch die Fläche des Bodensees nicht auf die Anrainerstaaten aufgeteilt werden.